# Liste der Kulturdenkmale in Berlin-Westend

Lage von Westend in Berlin

In der Liste der Kulturdenkmale von Westend sind die Kulturdenkmale des Berliner Ortsteils Westend im Bezirk Charlottenburg-Wilmersdorf aufgeführt.

## Denkmalbereiche (Ensembles)
| Nr.      | Lage                                                                                 | Offizielle Bezeichnung                                                                             | Bestandteile / Beschreibung | Bild                                |
| -------- | ------------------------------------------------------------------------------------ | -------------------------------------------------------------------------------------------------- | --- | ----------------------------------- |
| 09020353 | Badenallee 29–30 (Lage)                                                              | Wohnhäuser Baudenkmal siehe: Badenallee 30                                                         | Weiterer Bestandteil des Ensembles: | Weiterer Bestandteil des Ensembles: |
| 09020353 | Badenallee 29–30 (Lage)                                                              | Wohnhäuser Baudenkmal siehe: Badenallee 30                                                         | 09020354 – Badenallee 29. Haus Hübner, 1938–1939 von Paul G. R. Baumgarten |                                     |
| 09020522 | Ebereschenallee 13–18 Rüsternallee 17 (Lage)                                         | Wohnhäuser Baudenkmale siehe: Ebereschenallee 14, 16, 18                                           | Weiterer Bestandteil des Ensembles: | Weiterer Bestandteil des Ensembles: |
| 09020522 | Ebereschenallee 13–18 Rüsternallee 17 (Lage)                                         | Wohnhäuser Baudenkmale siehe: Ebereschenallee 14, 16, 18                                           | 09020523 – Ebereschenallee 13/17. Wohnhaus, 1904–1905 von Adolph Born, Umbau 1934                                                                                             |                                     |
| 09020672 | Heerstraße 12/20 Bayernallee 51–52 Württembergallee 1, 32 (Lage)                     | Bürogebäude Gesamtanlage siehe: Heerstraße 12/16 Baudenkmal siehe: Heerstraße 18/20                | 1938–1941 von Paul Emmerich, Paul G. R. Baumgarten (Oberleitung) und Philipp Holzmann AG                                                                                      |                                     |
| 09020680 | Kaiserdamm 87–89 Messedamm 2 (Lage)                                                  | Mietshäuser Baudenkmale siehe: Kaiserdamm 87, 88                                                   | Weiterer Bestandteil des Ensembles: | Weiterer Bestandteil des Ensembles: |
| 09020680 | Kaiserdamm 87–89 Messedamm 2 (Lage)                                                  | Mietshäuser Baudenkmale siehe: Kaiserdamm 87, 88                                                   | 09020681 – Kaiserdamm 89 / Messedamm 2. Mietshaus, 1909–1910 von Gustav Lanzendorf                                                                                            | Kaiserdamm 89                       |
| 09020751 | Lindenallee 20, 21–22, 33–35 Halmstraße 1–3, 13–14 Klaus-Groth-Straße 3–9 (Lage)     | Wohnhäuser Baudenkmale siehe: Klaus-Groth-Straße 8, 9 Lindenallee 20, 21, 22, 35                   | Weitere Bestandteile des Ensembles: | Weitere Bestandteile des Ensembles: |
| 09020751 | Lindenallee 20, 21–22, 33–35 Halmstraße 1–3, 13–14 Klaus-Groth-Straße 3–9 (Lage)     | Wohnhäuser Baudenkmale siehe: Klaus-Groth-Straße 8, 9 Lindenallee 20, 21, 22, 35                   | 09020752 – Halmstraße 2–3. Doppelhaus, 1908–1909 von Paul Zimmerreimer |                                     |
| 09020751 | Lindenallee 20, 21–22, 33–35 Halmstraße 1–3, 13–14 Klaus-Groth-Straße 3–9 (Lage)     | Wohnhäuser Baudenkmale siehe: Klaus-Groth-Straße 8, 9 Lindenallee 20, 21, 22, 35                   | 09020753 – Klaus-Groth-Straße 3. Wohnhaus, 1909 von Friedenthal & Marcuse; Umbauten 1959, 1982                                                                                |                                     |
| 09020751 | Lindenallee 20, 21–22, 33–35 Halmstraße 1–3, 13–14 Klaus-Groth-Straße 3–9 (Lage)     | Wohnhäuser Baudenkmale siehe: Klaus-Groth-Straße 8, 9 Lindenallee 20, 21, 22, 35                   | 09020754 – Klaus-Groth-Straße 4–5. Doppelhaus, 1906–1907 von Alfred Schrobsdorff unter Mitwirkung von Reinhard Koch und Emil Stegmeyer                                        |                                     |
| 09020751 | Lindenallee 20, 21–22, 33–35 Halmstraße 1–3, 13–14 Klaus-Groth-Straße 3–9 (Lage)     | Wohnhäuser Baudenkmale siehe: Klaus-Groth-Straße 8, 9 Lindenallee 20, 21, 22, 35                   | 09020755 – Klaus-Groth-Straße 7. Wohnhaus, 1911–1912 von Friedrich Halm, Umbauten 1923, 1948, 1978                                                                            |                                     |
| 09020751 | Lindenallee 20, 21–22, 33–35 Halmstraße 1–3, 13–14 Klaus-Groth-Straße 3–9 (Lage)     | Wohnhäuser Baudenkmale siehe: Klaus-Groth-Straße 8, 9 Lindenallee 20, 21, 22, 35                   | 09020756 – Lindenallee 33 / Klaus-Groth-Straße 6. Wohnhaus, 1907–1908 von Franz Zwick                                                                                         |                                     |
| 09020751 | Lindenallee 20, 21–22, 33–35 Halmstraße 1–3, 13–14 Klaus-Groth-Straße 3–9 (Lage)     | Wohnhäuser Baudenkmale siehe: Klaus-Groth-Straße 8, 9 Lindenallee 20, 21, 22, 35                   | 09020757 – Lindenallee 34. Wohnhaus, 1908–1909 von Ernst Thielebier |                                     |
| 09020758 | Machandelweg 2–4, 7–9 Jasminweg 6–8 Wacholderweg 2 (Lage)                            | Wohnhäuser Baudenkmale siehe: Jasminweg 6 Machandelweg 4, 8, 9 Gartendenkmal siehe: Machandelweg 9 | Weitere Bestandteile des Ensembles: | Weitere Bestandteile des Ensembles: |
| 09020758 | Machandelweg 2–4, 7–9 Jasminweg 6–8 Wacholderweg 2 (Lage)                            | Wohnhäuser Baudenkmale siehe: Jasminweg 6 Machandelweg 4, 8, 9 Gartendenkmal siehe: Machandelweg 9 | 09020763 – Jasminweg 7. Einfamilienhaus, 1922–1923 von Ernst Schneckenberg |                                     |
| 09020758 | Machandelweg 2–4, 7–9 Jasminweg 6–8 Wacholderweg 2 (Lage)                            | Wohnhäuser Baudenkmale siehe: Jasminweg 6 Machandelweg 4, 8, 9 Gartendenkmal siehe: Machandelweg 9 | 09020764 – Jasminweg 8. Einfamilienhaus, 1923–1925 von Paul Schulz |                                     |
| 09020758 | Machandelweg 2–4, 7–9 Jasminweg 6–8 Wacholderweg 2 (Lage)                            | Wohnhäuser Baudenkmale siehe: Jasminweg 6 Machandelweg 4, 8, 9 Gartendenkmal siehe: Machandelweg 9 | 09020765 – Machandelweg 2–3. Doppel-Einfamilienhaus, 1922–1925 von Paul Schulz (Nr. 2); 1922 von Paul Schulz, verändert fertiggestellt 1928–1929 von Kurt Szczepaniak (Nr. 3) |                                     |
| 09020758 | Machandelweg 2–4, 7–9 Jasminweg 6–8 Wacholderweg 2 (Lage)                            | Wohnhäuser Baudenkmale siehe: Jasminweg 6 Machandelweg 4, 8, 9 Gartendenkmal siehe: Machandelweg 9 | 09020766 – Machandelweg 7. Einfamilienhaus, 1923–1924 von Paul Schulz |                                     |
| 09020767 | Marathonallee 31–34 B (Lage)                                                         | Wohnhäuser Baudenkmal siehe: Marathonallee 34 Gartendenkmal siehe: Marathonallee 34                | Weitere Bestandteile des Ensembles: | Weitere Bestandteile des Ensembles: |
| 09020767 | Marathonallee 31–34 B (Lage)                                                         | Wohnhäuser Baudenkmal siehe: Marathonallee 34 Gartendenkmal siehe: Marathonallee 34                | 09020768 – Marathonallee 31. Wohnhaus, 1932 von Walter Knapke |                                     |
| 09020767 | Marathonallee 31–34 B (Lage)                                                         | Wohnhäuser Baudenkmal siehe: Marathonallee 34 Gartendenkmal siehe: Marathonallee 34                | 09020769 – Marathonallee 32. Wohnhaus, 1927–1928 von Gustav Knapke (Ausführung)                                                                                               |                                     |
| 09020767 | Marathonallee 31–34 B (Lage)                                                         | Wohnhäuser Baudenkmal siehe: Marathonallee 34 Gartendenkmal siehe: Marathonallee 34                | 09020770 – Marathonallee 33. Wohnhaus, 1912–1913 von Albert Froelich |                                     |
| 09020786 | Rüsternallee 11–13 Platanenallee 11 (Lage)                                           | Wohnhäuser Baudenkmale siehe: Rüsternallee 11, 12                                                  | Weiterer Bestandteil des Ensembles: | Weiterer Bestandteil des Ensembles: |
| 09020786 | Rüsternallee 11–13 Platanenallee 11 (Lage)                                           | Wohnhäuser Baudenkmale siehe: Rüsternallee 11, 12                                                  | 09020789 – Rüsternallee 13. Wohnhaus, 1912 von Alfred Caspari, Umbau 1930 |                                     |
| 09020825 | Theodor-Heuss-Platz 10/12 Heerstraße 2 Kastanienallee 26 Reichsstraße 103–108 (Lage) | Mietshäuser Baudenkmale siehe: Reichsstraße 105, 106                                               | Weitere Bestandteile des Ensembles: | Weitere Bestandteile des Ensembles: |
| 09020825 | Theodor-Heuss-Platz 10/12 Heerstraße 2 Kastanienallee 26 Reichsstraße 103–108 (Lage) | Mietshäuser Baudenkmale siehe: Reichsstraße 105, 106                                               | 09020828 – Reichsstraße 103 / Kastanienallee 26. Mietshaus, 1911–1912 von Oskar Lange                                                                                         |                                     |
| 09020825 | Theodor-Heuss-Platz 10/12 Heerstraße 2 Kastanienallee 26 Reichsstraße 103–108 (Lage) | Mietshäuser Baudenkmale siehe: Reichsstraße 105, 106                                               | 09020829 – Reichsstraße 104. Mietshaus, 1911–1912 von Oskar Lange |                                     |
| 09020825 | Theodor-Heuss-Platz 10/12 Heerstraße 2 Kastanienallee 26 Reichsstraße 103–108 (Lage) | Mietshäuser Baudenkmale siehe: Reichsstraße 105, 106                                               | 09020832 – Reichsstraße 107. Mietshaus, 1910–1912 von Wilhelm Lübke |                                     |
| 09020825 | Theodor-Heuss-Platz 10/12 Heerstraße 2 Kastanienallee 26 Reichsstraße 103–108 (Lage) | Mietshäuser Baudenkmale siehe: Reichsstraße 105, 106                                               | 09020826 – Theodor-Heuss-Platz 10 / Reichsstraße 108. Mietshaus, 1911–1912 von Heidenreich & Michel                                                                           |                                     |
| 09020825 | Theodor-Heuss-Platz 10/12 Heerstraße 2 Kastanienallee 26 Reichsstraße 103–108 (Lage) | Mietshäuser Baudenkmale siehe: Reichsstraße 105, 106                                               | 09020827 – Theodor-Heuss-Platz 12 / Heerstraße 2. Mietshaus, 1911–1912 von Heidenreich & Michel                                                                               |                                     |

## Denkmalbereiche (Gesamtanlagen)
| Nr.      | Lage | Offizielle Bezeichnung | Beschreibung | Bild                             |
| -------- | --- | --- | --- | -------------------------------- |
| 09020487 | Akazienallee 35/39 Spandauer Damm 165/167 (Lage) | Wasserturm-Ost und Wasserturm-West | Wasserturm-Ost 1881 von B. Salbach; Umbau 2012 |                                  |
| 09020487 | Akazienallee 35/39 Spandauer Damm 165/167 (Lage) | Wasserturm-Ost und Wasserturm-West | Wasserturm-West, 1909–1910 von Heinrich Seeling; Umbau 1964; 2012 |                                  |
| 09020487 | Akazienallee 35/39 Spandauer Damm 165/167 (Lage) | Wasserturm-Ost und Wasserturm-West | Werkstatt- und Verwaltungsgebäude, 1909–1910 von Heinrich Seeling; Umbauten 1928, 1957 |                                  |
| 09020487 | Akazienallee 35/39 Spandauer Damm 165/167 (Lage) | Wasserturm-Ost und Wasserturm-West | Werkstatt- und Verwaltungsgebäude, 1909–1910 von Heinrich Seeling; Umbauten 1928, 1957 |                                  |
| 09040461 | Am Rupenhorn 4–4h (Lage) | Wohnanlage | 4 Gebäude, 1959–1960 von Norman Braun |                                  |
| 09040464 | Bayernallee 15–18 (Lage) | zwei Doppelmietshäuser | 1927–1929 von Hans Boettcher |                                  |
| 09040464 | Bayernallee 15–18 (Lage) | zwei Doppelmietshäuser | Flachbau auf dem Hof, 1927–1929 von Hans Boettcher |                                  |
| 09040465 | Bayernallee 28 Oldenburgallee 12–13 (Lage) | Kath. Heilig-Geist-Kirche und Kolleg | Kirche, 1931–1932 von Martin Braunstorfinger, Umbauten 1935, 1960 |                                  |
| 09040465 | Bayernallee 28 Oldenburgallee 12–13 (Lage) | Kath. Heilig-Geist-Kirche und Kolleg | Kolleg, 1931–1932 von Martin Braunstorfinger, Umbauten 1935, 1960 |                                  |
| 09040465 | Bayernallee 28 Oldenburgallee 12–13 (Lage) | Kath. Heilig-Geist-Kirche und Kolleg | Wohnanlage, 1931–1932 von Martin Braunstorfinger, Umbauten 1935, 1960 |                                  |
| 09040465 | Bayernallee 28 Oldenburgallee 12–13 (Lage) | Kath. Heilig-Geist-Kirche und Kolleg | Schuppen |                                  |
| 09040465 | Bayernallee 28 Oldenburgallee 12–13 (Lage) | Kath. Heilig-Geist-Kirche und Kolleg | Garagen |                                  |
| 09040466 | Bayernallee 30–32 Oldenburgallee 46–50 Preußenallee 27 (Lage) | Kath. Kloster St. Gabriel und Kirche Mariae Verkündigung und angeschlossener Wohnanlage | Kirche, 1933–1937 von Martin Braunstorfinger |                                  |
| 09040466 | Bayernallee 30–32 Oldenburgallee 46–50 Preußenallee 27 (Lage) | Kath. Kloster St. Gabriel und Kirche Mariae Verkündigung und angeschlossener Wohnanlage | Kloster, 1933–1937 von Martin Braunstorfinger |                                  |
| 09040466 | Bayernallee 30–32 Oldenburgallee 46–50 Preußenallee 27 (Lage) | Kath. Kloster St. Gabriel und Kirche Mariae Verkündigung und angeschlossener Wohnanlage | Wohnanlage, 1933–1937 von Martin Braunstorfinger |                                  |
| 09040469 | Bolivarallee 9 Eichenallee 61/63 (Lage) | Mietshäuser | 1929–1930 von Peter Behrens |                                  |
| 09040470 | Boyenallee 1a–8 (Lage) | Wohnhäuser mit Nebengebäuden | Einfamilienhäuser (Boyenallee 1a–4), 1908–1909 von Karl Cornelius |                                  |
| 09040470 | Boyenallee 1a–8 (Lage) | Wohnhäuser mit Nebengebäuden | Wohnhäuser (Boyenallee 5–8), 1923–1924 von Hugo Röttcher |                                  |
| 09040470 | Boyenallee 1a–8 (Lage) | Wohnhäuser mit Nebengebäuden | Kleintierställe (Boyenallee 3–4), 1913 |                                  |
| 09096134 | Dauerwaldweg 1 (Lage) | Studentenwohnheim der Ev. Studentengemeinde an der Technischen Universität Berlin | Wohnhäuser, 1960 von Peter Lehrecke |                                  |
| 09096134 | Dauerwaldweg 1 (Lage) | Studentenwohnheim der Ev. Studentengemeinde an der Technischen Universität Berlin | Empfangsgebäude, 1960 von Peter Lehrecke |                                  |
| 09040476 | Eichenallee 47/53 (Lage) | Ev. Neu-Westend-Kirche; Glockenstuhl | Planung 1955; Glockenturm &Kirche, 1958–1960 von Konrad Sage |                                  |
| 09040533 | Flatowallee 16 (Lage) | Unité d’Habitation Typ Berlin, Corbusier-Haus, Wohnhochhaus mit Freiflächen | 1956–1958 von Le Corbusier |                                  |
| 09040533 | Flatowallee 16 (Lage) | Unité d’Habitation Typ Berlin, Corbusier-Haus, Wohnhochhaus mit Freiflächen | ehem. Jugendheim, 1956 von Felix Hinssen |                                  |
| 09040533 | Flatowallee 16 (Lage) | Unité d’Habitation Typ Berlin, Corbusier-Haus, Wohnhochhaus mit Freiflächen | Freiflächen |                                  |
| 09040489 | Fürstenbrunner Weg 37/67 (Lage) | Luisenkirchhof III | Kapelle, 1891–1892 von J. Vollmer und H. Jassoy (siehe auch Gartendenkmal Fürstenbrunner Weg 37/67) |                                  |
| 09040489 | Fürstenbrunner Weg 37/67 (Lage) | Luisenkirchhof III | Verwaltungsgebäude, 1893–1894 von Paul Bratring |                                  |
| 09040489 | Fürstenbrunner Weg 37/67 (Lage) | Luisenkirchhof III | Grabanlage |                                  |
| 09040490 | Fürstenbrunner Weg 69/79 (Lage) | Kaiser-Wilhelm-Gedächtnis-Kirchhof | Kapelle, 1902–1903 von Otto Hetzel mit Grüften (siehe auch Gartendenkmal Fürstenbrunner Weg 69/79) |                                  |
| 09040490 | Fürstenbrunner Weg 69/79 (Lage) | Kaiser-Wilhelm-Gedächtnis-Kirchhof | Grabkapelle Lemm 1917–1921 von Max Werner |                                  |
| 09040496 | Haeselerstraße 1–17C, 17H–28 Königin-Elisabeth-Straße 33/37, 41/45 Soorstraße 73/75, 76/79 (Lage) | Wohnanlage | 1907–1913 von Paul Kolb |                                  |
| 09040496 | Haeselerstraße 1–17C, 17H–28 Königin-Elisabeth-Straße 33/37, 41/45 Soorstraße 73/75, 76/79 (Lage) | Wohnanlage | Hofgebäude |                                  |
| 09040497 | Halenseestraße 49/51 Avus Messedamm 23 (Lage) | Raststätte AVUS | Verwaltungsgebäude mit Gaststätte und Beobachtungsturm, heute Raststätte AVUS, 1936 von Walther Bettenstaedt; Umbau 1977 von Rainer G. Rümmler |                                  |
| 09040497 | Halenseestraße 49/51 Avus Messedamm 23 (Lage) | Raststätte AVUS | Zuschauertribüne, 1936–1937 von Fritz Wilms und Walter Bettenstaedt |                                  |
| 09040498 | Hammarskjöldplatz 1/5 Jafféstraße 4 Messedamm 12/18 (Lage) | Messegelände | Funkturm, Sendemast mit Gaststätte, 1924–1926 von Heinrich Straumer (siehe auch Baudenkmal ICC Berlin) |                                  |
| 09040498 | Hammarskjöldplatz 1/5 Jafféstraße 4 Messedamm 12/18 (Lage) | Messegelände | Halle 17, 1929–1930 von Hans Poelzig und Martin Wagner, überformt 1935–1936 von Richard Ermisch |                                  |
| 09040498 | Hammarskjöldplatz 1/5 Jafféstraße 4 Messedamm 12/18 (Lage) | Messegelände | Hallen 13, 16, 1935–1936 von Richard Ermisch |                                  |
| 09040498 | Hammarskjöldplatz 1/5 Jafféstraße 4 Messedamm 12/18 (Lage) | Messegelände | Hallen 18, 19, 20, 1936–1937 von Richard Ermisch |                                  |
| 09040498 | Hammarskjöldplatz 1/5 Jafféstraße 4 Messedamm 12/18 (Lage) | Messegelände | George-C.-Marshall-Haus, 1950 von Bruno Grimmek und Werner Düttmann (siehe auch Gartendenkmal Sommergarten) |                                  |
| 09040498 | Hammarskjöldplatz 1/5 Jafféstraße 4 Messedamm 12/18 (Lage) | Messegelände | Palais am Funkturm, 1957 von Bruno Grimmek und Werner Düttmann |                                  |
| 09040499 | Harbigstraße 14 (Lage) | Internationales Studentenheim | Wohnhäuser, 1950 und 1958–1959 von Hans C. Müller, Georg Heinrichs und Heinz Weber |                                  |
| 09040499 | Harbigstraße 14 (Lage) | Internationales Studentenheim | Clubhaus |                                  |
| 09040499 | Harbigstraße 14 (Lage) | Internationales Studentenheim | Ateliergebäude |                                  |
| 09040503 | Heerstraße 12/16 Bayernallee 51–52 Württembergallee 1 (Lage) | Bürogebäude Bestandteil des Ensembles: Heerstraße | 1938–1941 von Paul Emmerich, Paul G. R. Baumgarten (Oberleitung) und Philipp Holzmann AG |                                  |
| 09040504 | Heerstraße 113/129 Kiplingweg 4/12, 7, 13–16, 18–22, 24–28, 30/34 Kranzallee 40/54 (Lage) | Britische Siedlung | 1958; Typenhausentwürfe 1954 von Rudolf Ullrich, Alfred Gellhorn, Leo Lottermoser |                                  |
| 09085594 | Heerstraße 131/135 Am Postfenn 3/11 Kranzallee 58/62 (Lage) | Wohnanlage am Scholzplatz | Zeilenbauten, 1967–1968 von Heinz Schudnagies mit Erwin Montag und Günter Druschke (siehe auch Gartendenkmal Heerstraße 131/135) |                                  |
| 09085594 | Heerstraße 131/135 Am Postfenn 3/11 Kranzallee 58/62 (Lage) | Wohnanlage am Scholzplatz | Wohnhochhaus |                                  |
| 09080615 | Heerstraße 163–165C Am Rupenhorn (Lage) | Wohnanlage | 2 Zeilenbauten, 1956 von Norman Braun |                                  |
| 09040456 | Hoch- und Untergrundbahn | Hoch- und Untergrundbahn, Stammstrecke (heute Teil der U-Bahn-Linie U1 und U2 zwischen U-Bahnhof Warschauer Straße und U-Bahnhof Ruhleben) Für weitere Bestandteile der Gesamtanlage siehe: Charlottenburg, Friedrichshain, Kreuzberg, Schöneberg, Tiergarten | Bauabschnitte: - als Unterpflasterbahn zwischen den Stationen Kaiserdamm und Olympiastadion, 1903–1906 und 1908–1913 (siehe auch Baudenkmale U-Bahnhöfe Kaiserdamm, Theodor-Heuss-Platz, Neu-Westend) - als Dammbahn zwischen Olympiastadion und Ruhleben mit Brückenbauten, 1921–1929 (siehe auch Baudenkmale U-Bahnhöfe Olympia-Stadion, Ruhleben) | U-Bahnhof Olympia-Stadion        |
| 09040512 | Knobelsdorffstraße 72/74 (Lage) | Ev. Epiphanienkirche | 1904–1906 von Jürgen Kröger, Umbau 1957 von Konrad Sage |                                  |
| 09040512 | Knobelsdorffstraße 72/74 (Lage) | Ev. Epiphanienkirche | Gemeindehaus, 1929–1930 von Walter und Johannes Krüger |                                  |
| 09040515 | Kollatzstraße 2–6, 8, 10–12, 14/16, 18–22 Crusiusstraße 2/14 Lerschpfad 8/16 (Lage) | Wohnanlage | 1928–1929 von Hermann Muthesius; Wiederaufbau 1952–1954 von Hans Reinke |                                  |
| 09040513 | Königin-Elisabeth-Straße 9/11, 19/21, 25/31 Fredericiastraße 9–10B, 16 Haeselerstraße 17D–G Knobelsdorffstraße 94/102, 95/121, 110/122 Soorstraße 63–71A, 72 (Lage)                                  | Wohnanlagen und ehem. Straßenbahn-Betriebshof | Wohnanlage, 1927 von Jean Krämer und Otto Rudolf Salvisberg (Königin-Elisabeth-Straße 31 / Haeselerstraße 17D-G / Knobelsdorffstraße 94/102, 110/122 / Soorstraße 72) |                                  |
| 09040513 | Königin-Elisabeth-Straße 9/11, 19/21, 25/31 Fredericiastraße 9–10B, 16 Haeselerstraße 17D–G Knobelsdorffstraße 94/102, 95/121, 110/122 Soorstraße 63–71A, 72 (Lage)                                  | Wohnanlagen und ehem. Straßenbahn-Betriebshof | Wohnanlage mit Straßenhof, 1928 von Jean Krämer und Otto Rudolf Salvisberg (Königin-Elisabeth-Straße 9/11, 19/21, 25/29 / Fredericiastraße 9–10B, 16 / Knobelsdorffstraße 95/121 / Soorstraße 63–71A) |                                  |
| 09040513 | Königin-Elisabeth-Straße 9/11, 19/21, 25/31 Fredericiastraße 9–10B, 16 Haeselerstraße 17D–G Knobelsdorffstraße 94/102, 95/121, 110/122 Soorstraße 63–71A, 72 (Lage)                                  | Wohnanlagen und ehem. Straßenbahn-Betriebshof | ehem. Straßenbahn-Betriebshalle, 1928–1930 von Jean Krämer und Gerhard Mensch |                                  |
| 09040519 | Kurländer Allee 1–58 Boyenallee 1, 9–11 Lötzener Allee 1–22 Marienburger Allee 1–43, 47–66 Neidenburger Allee 1–57 Soldauer Allee 1–5A, 8–22 Soldauer Platz 1–4 Waldschulallee 76/96 (Lage)          | Siedlung Heerstraße | Doppelwohnhäuser, 1920–1926 von Bruno Möhring (Bebauungsplan), Joseph Reuters, Josef Feldhuber, Walter Helmcke, Curt Gorgas |                                  |
| 09040519 | Kurländer Allee 1–58 Boyenallee 1, 9–11 Lötzener Allee 1–22 Marienburger Allee 1–43, 47–66 Neidenburger Allee 1–57 Soldauer Allee 1–5A, 8–22 Soldauer Platz 1–4 Waldschulallee 76/96 (Lage)          | Siedlung Heerstraße | Wohnhäuser |                                  |
| 09040519 | Kurländer Allee 1–58 Boyenallee 1, 9–11 Lötzener Allee 1–22 Marienburger Allee 1–43, 47–66 Neidenburger Allee 1–57 Soldauer Allee 1–5A, 8–22 Soldauer Platz 1–4 Waldschulallee 76/96 (Lage)          | Siedlung Heerstraße | großes Wohnhaus |                                  |
| 09040519 | Kurländer Allee 1–58 Boyenallee 1, 9–11 Lötzener Allee 1–22 Marienburger Allee 1–43, 47–66 Neidenburger Allee 1–57 Soldauer Allee 1–5A, 8–22 Soldauer Platz 1–4 Waldschulallee 76/96 (Lage)          | Siedlung Heerstraße | Geschäftshaus |                                  |
| 09040521 | Machandelweg 15–19 (Lage) | Mietshausgruppe | 2 Zeilenbauten, 1925–1926 von Alfred Warthmüller |                                  |
| 09040522 | Masurenallee 17 Thüringer Allee 12 (Lage) | ehem. Garnisonkrankenhaus | Hauptgebäude, 1898–1901 von Pauly, Luedecke, Wieczorek; Umbauten 1913, 1926, 1956; mit Einfriedung |                                  |
| 09040522 | Masurenallee 17 Thüringer Allee 12 (Lage) | ehem. Garnisonkrankenhaus | Wohnhaus |                                  |
| 09040522 | Masurenallee 17 Thüringer Allee 12 (Lage) | ehem. Garnisonkrankenhaus | 2 Krankentrakte |                                  |
| 09040522 | Masurenallee 17 Thüringer Allee 12 (Lage) | ehem. Garnisonkrankenhaus | Wirtschaftsgebäude |                                  |
| 09040522 | Masurenallee 17 Thüringer Allee 12 (Lage) | ehem. Garnisonkrankenhaus | Kapelle |                                  |
| 09040522 | Masurenallee 17 Thüringer Allee 12 (Lage) | ehem. Garnisonkrankenhaus | Einfriedung |                                  |
| 09040511 | Nußbaumallee 38 Kirschenallee (Lage) | Nervenheilanstalt | 1887–1888 von C. Friederichs |                                  |
| 09040511 | Nußbaumallee 38 Kirschenallee (Lage) | Nervenheilanstalt | Erweiterungsbau 1901–1903 von Heinrich Seeling |                                  |
| 09040511 | Nußbaumallee 38 Kirschenallee (Lage) | Nervenheilanstalt | Anbau 1905–1906 von Otto Walter |                                  |
| 09040625 | Nußbaumallee 38 Ulmenallee (Lage) | ehem. Kurhaus Westend für Nervenleidende | 1896–1897 von Heinrich Seeling |                                  |
| 09040625 | Nußbaumallee 38 Ulmenallee (Lage) | ehem. Kurhaus Westend für Nervenleidende | Erweiterung, 1909 von Adolf Wollenberg |                                  |
| 09040625 | Nußbaumallee 38 Ulmenallee (Lage) | ehem. Kurhaus Westend für Nervenleidende | Gartenpavillon, 1897 (?) von Heinrich Seeling |                                  |
| 09040528 | Nußbaumallee 49/51B Akazienallee 52/54B (Lage) | Reihenhausanlage | 2 Zeilen, 1973–1974 von Hasso von Werder, Uwe Pompinon, Klaus Beyersdorff |                                  |
| 09040529 | Oldenburgallee 16–22 Westendallee 48–52A (Lage) | Wohnanlage | Wohnzeile Westendallee, 1930–1931 von Alfred Gerschel |                                  |
| 09040529 | Oldenburgallee 16–22 Westendallee 48–52A (Lage) | Wohnanlage | Wohnzeile Oldenburgallee |                                  |
| 09040530 | Olympischer Platz 1–8 Am Glockenturm Brombeerweg 40–40E Glockenturmstraße Hanns-Braun-Straße Jesse-Owens-Allee Passenheimer Straße 24, 30 Rominter Allee 1/5 Sportforumstraße Trakehner Allee (Lage) | Olympiagelände, das ehemalige Reichssportfeld, mit Deutschem Sportforum und ehem. Gebäude der Rennbahn Grunewald | Olympiastadion, 1934–1936 Walter March & Werner March |                                  |
| 09040530 | Olympischer Platz 1–8 Am Glockenturm Brombeerweg 40–40E Glockenturmstraße Hanns-Braun-Straße Jesse-Owens-Allee Passenheimer Straße 24, 30 Rominter Allee 1/5 Sportforumstraße Trakehner Allee (Lage) | Olympiagelände, das ehemalige Reichssportfeld, mit Deutschem Sportforum und ehem. Gebäude der Rennbahn Grunewald | Feuerschale |                                  |
| 09040530 | Olympischer Platz 1–8 Am Glockenturm Brombeerweg 40–40E Glockenturmstraße Hanns-Braun-Straße Jesse-Owens-Allee Passenheimer Straße 24, 30 Rominter Allee 1/5 Sportforumstraße Trakehner Allee (Lage) | Olympiagelände, das ehemalige Reichssportfeld, mit Deutschem Sportforum und ehem. Gebäude der Rennbahn Grunewald | Stadionterrassen, ehem. Restaurant „Waldhaus“ der Rennbahn Grunewald, 1906–1909 von Otto March, Wiederaufbau 1956 von C. Mertz |                                  |
| 09040530 | Olympischer Platz 1–8 Am Glockenturm Brombeerweg 40–40E Glockenturmstraße Hanns-Braun-Straße Jesse-Owens-Allee Passenheimer Straße 24, 30 Rominter Allee 1/5 Sportforumstraße Trakehner Allee (Lage) | Olympiagelände, das ehemalige Reichssportfeld, mit Deutschem Sportforum und ehem. Gebäude der Rennbahn Grunewald | ehem. Reiterhaus, 1906–1909 von Otto March (Passenheimer Straße 30) |                                  |
| 09040530 | Olympischer Platz 1–8 Am Glockenturm Brombeerweg 40–40E Glockenturmstraße Hanns-Braun-Straße Jesse-Owens-Allee Passenheimer Straße 24, 30 Rominter Allee 1/5 Sportforumstraße Trakehner Allee (Lage) | Olympiagelände, das ehemalige Reichssportfeld, mit Deutschem Sportforum und ehem. Gebäude der Rennbahn Grunewald | Olympia-Schwimmstadion |                                  |
| 09040530 | Olympischer Platz 1–8 Am Glockenturm Brombeerweg 40–40E Glockenturmstraße Hanns-Braun-Straße Jesse-Owens-Allee Passenheimer Straße 24, 30 Rominter Allee 1/5 Sportforumstraße Trakehner Allee (Lage) | Olympiagelände, das ehemalige Reichssportfeld, mit Deutschem Sportforum und ehem. Gebäude der Rennbahn Grunewald | Marathontor |                                  |
| 09040530 | Olympischer Platz 1–8 Am Glockenturm Brombeerweg 40–40E Glockenturmstraße Hanns-Braun-Straße Jesse-Owens-Allee Passenheimer Straße 24, 30 Rominter Allee 1/5 Sportforumstraße Trakehner Allee (Lage) | Olympiagelände, das ehemalige Reichssportfeld, mit Deutschem Sportforum und ehem. Gebäude der Rennbahn Grunewald | Südtor, (Coubertinplatz) |                                  |
| 09040530 | Olympischer Platz 1–8 Am Glockenturm Brombeerweg 40–40E Glockenturmstraße Hanns-Braun-Straße Jesse-Owens-Allee Passenheimer Straße 24, 30 Rominter Allee 1/5 Sportforumstraße Trakehner Allee (Lage) | Olympiagelände, das ehemalige Reichssportfeld, mit Deutschem Sportforum und ehem. Gebäude der Rennbahn Grunewald | Säulenarkade des Deutschen Stadions, 1912–13 |                                  |
| 09040530 | Olympischer Platz 1–8 Am Glockenturm Brombeerweg 40–40E Glockenturmstraße Hanns-Braun-Straße Jesse-Owens-Allee Passenheimer Straße 24, 30 Rominter Allee 1/5 Sportforumstraße Trakehner Allee (Lage) | Olympiagelände, das ehemalige Reichssportfeld, mit Deutschem Sportforum und ehem. Gebäude der Rennbahn Grunewald | Maifeld, 1934–1936 |                                  |
| 09040530 | Olympischer Platz 1–8 Am Glockenturm Brombeerweg 40–40E Glockenturmstraße Hanns-Braun-Straße Jesse-Owens-Allee Passenheimer Straße 24, 30 Rominter Allee 1/5 Sportforumstraße Trakehner Allee (Lage) | Olympiagelände, das ehemalige Reichssportfeld, mit Deutschem Sportforum und ehem. Gebäude der Rennbahn Grunewald | Langemarckhalle |                                  |
| 09040530 | Olympischer Platz 1–8 Am Glockenturm Brombeerweg 40–40E Glockenturmstraße Hanns-Braun-Straße Jesse-Owens-Allee Passenheimer Straße 24, 30 Rominter Allee 1/5 Sportforumstraße Trakehner Allee (Lage) | Olympiagelände, das ehemalige Reichssportfeld, mit Deutschem Sportforum und ehem. Gebäude der Rennbahn Grunewald | Glockenturm, Werner March |                                  |
| 09040530 | Olympischer Platz 1–8 Am Glockenturm Brombeerweg 40–40E Glockenturmstraße Hanns-Braun-Straße Jesse-Owens-Allee Passenheimer Straße 24, 30 Rominter Allee 1/5 Sportforumstraße Trakehner Allee (Lage) | Olympiagelände, das ehemalige Reichssportfeld, mit Deutschem Sportforum und ehem. Gebäude der Rennbahn Grunewald | Friesenturm, Sachsenturm, Frankenturm, Schwabenturm |                                  |
| 09040530 | Olympischer Platz 1–8 Am Glockenturm Brombeerweg 40–40E Glockenturmstraße Hanns-Braun-Straße Jesse-Owens-Allee Passenheimer Straße 24, 30 Rominter Allee 1/5 Sportforumstraße Trakehner Allee (Lage) | Olympiagelände, das ehemalige Reichssportfeld, mit Deutschem Sportforum und ehem. Gebäude der Rennbahn Grunewald | Olympischer Platz |                                  |
| 09040530 | Olympischer Platz 1–8 Am Glockenturm Brombeerweg 40–40E Glockenturmstraße Hanns-Braun-Straße Jesse-Owens-Allee Passenheimer Straße 24, 30 Rominter Allee 1/5 Sportforumstraße Trakehner Allee (Lage) | Olympiagelände, das ehemalige Reichssportfeld, mit Deutschem Sportforum und ehem. Gebäude der Rennbahn Grunewald | Olympisches Tor mit Torhäusern und Türmen, 1935–1936 |                                  |
| 09040530 | Olympischer Platz 1–8 Am Glockenturm Brombeerweg 40–40E Glockenturmstraße Hanns-Braun-Straße Jesse-Owens-Allee Passenheimer Straße 24, 30 Rominter Allee 1/5 Sportforumstraße Trakehner Allee (Lage) | Olympiagelände, das ehemalige Reichssportfeld, mit Deutschem Sportforum und ehem. Gebäude der Rennbahn Grunewald | Tunnelanlage mit offenen Höfen, 1908 Otto March, Erweiterungen 1934–1946 |                                  |
| 09040530 | Olympischer Platz 1–8 Am Glockenturm Brombeerweg 40–40E Glockenturmstraße Hanns-Braun-Straße Jesse-Owens-Allee Passenheimer Straße 24, 30 Rominter Allee 1/5 Sportforumstraße Trakehner Allee (Lage) | Olympiagelände, das ehemalige Reichssportfeld, mit Deutschem Sportforum und ehem. Gebäude der Rennbahn Grunewald | Deutsches Sportforum, 1926–1928 von Werner March (Friedrich-Friesen-Allee) |                                  |
| 09040530 | Olympischer Platz 1–8 Am Glockenturm Brombeerweg 40–40E Glockenturmstraße Hanns-Braun-Straße Jesse-Owens-Allee Passenheimer Straße 24, 30 Rominter Allee 1/5 Sportforumstraße Trakehner Allee (Lage) | Olympiagelände, das ehemalige Reichssportfeld, mit Deutschem Sportforum und ehem. Gebäude der Rennbahn Grunewald | Haus des Deutschen Sports mit Kuppelhalle, Umbau 1956 (Jahnplatz Ost) |                                  |
| 09040530 | Olympischer Platz 1–8 Am Glockenturm Brombeerweg 40–40E Glockenturmstraße Hanns-Braun-Straße Jesse-Owens-Allee Passenheimer Straße 24, 30 Rominter Allee 1/5 Sportforumstraße Trakehner Allee (Lage) | Olympiagelände, das ehemalige Reichssportfeld, mit Deutschem Sportforum und ehem. Gebäude der Rennbahn Grunewald | Turnhaus |                                  |
| 09040530 | Olympischer Platz 1–8 Am Glockenturm Brombeerweg 40–40E Glockenturmstraße Hanns-Braun-Straße Jesse-Owens-Allee Passenheimer Straße 24, 30 Rominter Allee 1/5 Sportforumstraße Trakehner Allee (Lage) | Olympiagelände, das ehemalige Reichssportfeld, mit Deutschem Sportforum und ehem. Gebäude der Rennbahn Grunewald | Friesenhaus |                                  |
| 09040530 | Olympischer Platz 1–8 Am Glockenturm Brombeerweg 40–40E Glockenturmstraße Hanns-Braun-Straße Jesse-Owens-Allee Passenheimer Straße 24, 30 Rominter Allee 1/5 Sportforumstraße Trakehner Allee (Lage) | Olympiagelände, das ehemalige Reichssportfeld, mit Deutschem Sportforum und ehem. Gebäude der Rennbahn Grunewald | Ärztehaus |                                  |
| 09040530 | Olympischer Platz 1–8 Am Glockenturm Brombeerweg 40–40E Glockenturmstraße Hanns-Braun-Straße Jesse-Owens-Allee Passenheimer Straße 24, 30 Rominter Allee 1/5 Sportforumstraße Trakehner Allee (Lage) | Olympiagelände, das ehemalige Reichssportfeld, mit Deutschem Sportforum und ehem. Gebäude der Rennbahn Grunewald | Frauenwohnheim (Annaheim) |                                  |
| 09040530 | Olympischer Platz 1–8 Am Glockenturm Brombeerweg 40–40E Glockenturmstraße Hanns-Braun-Straße Jesse-Owens-Allee Passenheimer Straße 24, 30 Rominter Allee 1/5 Sportforumstraße Trakehner Allee (Lage) | Olympiagelände, das ehemalige Reichssportfeld, mit Deutschem Sportforum und ehem. Gebäude der Rennbahn Grunewald | Kasino (Haus des Reichssportführers) |                                  |
| 09040530 | Olympischer Platz 1–8 Am Glockenturm Brombeerweg 40–40E Glockenturmstraße Hanns-Braun-Straße Jesse-Owens-Allee Passenheimer Straße 24, 30 Rominter Allee 1/5 Sportforumstraße Trakehner Allee (Lage) | Olympiagelände, das ehemalige Reichssportfeld, mit Deutschem Sportforum und ehem. Gebäude der Rennbahn Grunewald | Hockeystadion |                                  |
| 09040530 | Olympischer Platz 1–8 Am Glockenturm Brombeerweg 40–40E Glockenturmstraße Hanns-Braun-Straße Jesse-Owens-Allee Passenheimer Straße 24, 30 Rominter Allee 1/5 Sportforumstraße Trakehner Allee (Lage) | Olympiagelände, das ehemalige Reichssportfeld, mit Deutschem Sportforum und ehem. Gebäude der Rennbahn Grunewald | Tennisanlage |                                  |
| 09040530 | Olympischer Platz 1–8 Am Glockenturm Brombeerweg 40–40E Glockenturmstraße Hanns-Braun-Straße Jesse-Owens-Allee Passenheimer Straße 24, 30 Rominter Allee 1/5 Sportforumstraße Trakehner Allee (Lage) | Olympiagelände, das ehemalige Reichssportfeld, mit Deutschem Sportforum und ehem. Gebäude der Rennbahn Grunewald | Tunneltor |                                  |
| 09040530 | Olympischer Platz 1–8 Am Glockenturm Brombeerweg 40–40E Glockenturmstraße Hanns-Braun-Straße Jesse-Owens-Allee Passenheimer Straße 24, 30 Rominter Allee 1/5 Sportforumstraße Trakehner Allee (Lage) | Olympiagelände, das ehemalige Reichssportfeld, mit Deutschem Sportforum und ehem. Gebäude der Rennbahn Grunewald | Waldbühne, ehem. Dietrich-Eckart-Freilichtbühne (Am Glockenturm) |                                  |
| 09040530 | Olympischer Platz 1–8 Am Glockenturm Brombeerweg 40–40E Glockenturmstraße Hanns-Braun-Straße Jesse-Owens-Allee Passenheimer Straße 24, 30 Rominter Allee 1/5 Sportforumstraße Trakehner Allee (Lage) | Olympiagelände, das ehemalige Reichssportfeld, mit Deutschem Sportforum und ehem. Gebäude der Rennbahn Grunewald | Eingangsrelief |                                  |
| 09040530 | Olympischer Platz 1–8 Am Glockenturm Brombeerweg 40–40E Glockenturmstraße Hanns-Braun-Straße Jesse-Owens-Allee Passenheimer Straße 24, 30 Rominter Allee 1/5 Sportforumstraße Trakehner Allee (Lage) | Olympiagelände, das ehemalige Reichssportfeld, mit Deutschem Sportforum und ehem. Gebäude der Rennbahn Grunewald | Olympiaglocke |                                  |
| 09040530 | Olympischer Platz 1–8 Am Glockenturm Brombeerweg 40–40E Glockenturmstraße Hanns-Braun-Straße Jesse-Owens-Allee Passenheimer Straße 24, 30 Rominter Allee 1/5 Sportforumstraße Trakehner Allee (Lage) | Olympiagelände, das ehemalige Reichssportfeld, mit Deutschem Sportforum und ehem. Gebäude der Rennbahn Grunewald | Sportanlagen 1906–1909 von Otto March, 1926–1928 bzw. 1934–1936 von Werner March: Teile der Tribünenanlage und des Schwimmstadions des Deutschen Stadions, 1912–1913 von Otto March; „Anna-Heim“ und Frauenturnhaus (am Georgiiplatz); Schwimmhaus und Turnhaus (Jahnplatz Süd); Forum Schwimmbecken(Jahnplatz West); Wohnheim, Umbau 1956 Olympiagelände, 1934–1936 von Werner March: Maifeld; Tunnelweg (Stadionallee); Schwimmstadion (Olympischer Platz) (siehe auch Gartendenkmal Olympischer Platz 1–5) |                                  |
| 09096058 | Reichsstraße 78–80b Olympische Straße 2/8 (Lage) | Wohnanlage | Wohnanlage, 1924–1927 von Peter Jürgensen |                                  |
| 09096058 | Reichsstraße 78–80b Olympische Straße 2/8 (Lage) | Wohnanlage | Freifläche mit Pergola und Einfriedungen |                                  |
| 09040612 | Spandauer Damm 116, 130 Fürstenbrunner Weg 21 (Lage) | Städtisches Krankenhaus Charlottenburg & Universitäts-Klinikum Charlottenburg & Krankenhaus Westend | Hauptgebäude, 1901–1904, 1905–1907 von Heino Schmieden und Julius Boethke; Erweiterungen 1912–1916 von Heinrich Seeling mit Winkler und Richard Ermisch, 1930 und 1951–1958 von Hochbauamt Charlottenburg (siehe auch Gartendenkmal Spandauer Damm 130) |                                  |
| 09040612 | Spandauer Damm 116, 130 Fürstenbrunner Weg 21 (Lage) | Städtisches Krankenhaus Charlottenburg & Universitäts-Klinikum Charlottenburg & Krankenhaus Westend | Verwaltungsgebäude |                                  |
| 09040612 | Spandauer Damm 116, 130 Fürstenbrunner Weg 21 (Lage) | Städtisches Krankenhaus Charlottenburg & Universitäts-Klinikum Charlottenburg & Krankenhaus Westend | Verwaltungsgebäude |                                  |
| 09040612 | Spandauer Damm 116, 130 Fürstenbrunner Weg 21 (Lage) | Städtisches Krankenhaus Charlottenburg & Universitäts-Klinikum Charlottenburg & Krankenhaus Westend | Krankentrakte |                                  |
| 09040612 | Spandauer Damm 116, 130 Fürstenbrunner Weg 21 (Lage) | Städtisches Krankenhaus Charlottenburg & Universitäts-Klinikum Charlottenburg & Krankenhaus Westend | Tropeninstitut |                                  |
| 09040612 | Spandauer Damm 116, 130 Fürstenbrunner Weg 21 (Lage) | Städtisches Krankenhaus Charlottenburg & Universitäts-Klinikum Charlottenburg & Krankenhaus Westend | Maschinenhaus |                                  |
| 09040612 | Spandauer Damm 116, 130 Fürstenbrunner Weg 21 (Lage) | Städtisches Krankenhaus Charlottenburg & Universitäts-Klinikum Charlottenburg & Krankenhaus Westend | Gebäude der ehemaligen Inneren Medizin |                                  |
| 09040612 | Spandauer Damm 116, 130 Fürstenbrunner Weg 21 (Lage) | Städtisches Krankenhaus Charlottenburg & Universitäts-Klinikum Charlottenburg & Krankenhaus Westend | Verbindungssteg zum 1. Obergeschosses des Hörsaals |                                  |
| 09040612 | Spandauer Damm 116, 130 Fürstenbrunner Weg 21 (Lage) | Städtisches Krankenhaus Charlottenburg & Universitäts-Klinikum Charlottenburg & Krankenhaus Westend | Küchentrakt des Krankenhauses |                                  |
| 09040612 | Spandauer Damm 116, 130 Fürstenbrunner Weg 21 (Lage) | Städtisches Krankenhaus Charlottenburg & Universitäts-Klinikum Charlottenburg & Krankenhaus Westend | Eckkiosk |                                  |
| 09040269 | Spandauer Damm 148 (Lage) | Zwischenpumpwerk Charlottenburg der Städtischen Wasserwerke | Reinwasserbehälter und Saugekammer, 1876–1877 von Henry Gill |                                  |
| 09040269 | Spandauer Damm 148 (Lage) | Zwischenpumpwerk Charlottenburg der Städtischen Wasserwerke | Pumphäuschen, 1876–1877 von Henry Gill |                                  |
| 09040269 | Spandauer Damm 148 (Lage) | Zwischenpumpwerk Charlottenburg der Städtischen Wasserwerke | Maschinenhaus B, 1887 von Henry Gill |                                  |
| 09040269 | Spandauer Damm 148 (Lage) | Zwischenpumpwerk Charlottenburg der Städtischen Wasserwerke | Maschinenhaus, 1930–1931 |                                  |
| 09040613 | Spandauer Damm 218/220 (Lage) | Ehem. Schloß Ruhwald und Villa Rheinberg | Schloß Ruhwald mit Remisengebäude 1867–1868 von Carl Schwatlo (siehe auch Gartendenkmal Spandauer Damm 218/220) | Arkaden des ehem. Schloß Ruhwald |
| 09040613 | Spandauer Damm 218/220 (Lage) | Ehem. Schloß Ruhwald und Villa Rheinberg | Säulenhalle, 1873–1880 von Franz Piater |                                  |
| 09040613 | Spandauer Damm 218/220 (Lage) | Ehem. Schloß Ruhwald und Villa Rheinberg | Villa Rheinberg, 1923–1924 von Lebrecht Schmidt |                                  |
| 09010139 | Stallupöner Allee 23 (Lage) | Wohnhaus der Reichs-Postdirektion Berlin | 1935–1936 von Hans Wolff-Grohmann |                                  |
| 09010139 | Stallupöner Allee 19–21 (Lage) | Denkmalverlust: Verstärkeramt für Telefongespräche mit Bunkeranlagen der Reichs-Postdirektion Berlin | 1935–1936 von Hans Wolff-Grohmann, von 1946 bis 2006 genutzt als Rundfunksendeanlage, 2013 war das Gebäude 19–21 nicht mehr vorhanden, Zeitungsartikel deuten auf den Neubau von Stadtvillen hin. |                                  |
| 09040624 | Theodor-Heuss-Platz 5/7 Heerstraße 1/3 Pommernallee 1, 2/4 Thüringerallee 1 (Lage) | Deutschlandhaus (ehem.) & Amerikahaus (ehem.) & Edinburgh-House (ehem.) | Deutschlandhaus, 1927–1930 von Heinrich Straumer |                                  |
| 09040624 | Theodor-Heuss-Platz 5/7 Heerstraße 1/3 Pommernallee 1, 2/4 Thüringerallee 1 (Lage) | Deutschlandhaus (ehem.) & Amerikahaus (ehem.) & Edinburgh-House (ehem.) | Amerikahaus, 1927–1930 von Heinrich Straumer |                                  |
| 09040624 | Theodor-Heuss-Platz 5/7 Heerstraße 1/3 Pommernallee 1, 2/4 Thüringerallee 1 (Lage) | Deutschlandhaus (ehem.) & Amerikahaus (ehem.) & Edinburgh-House (ehem.) | Edinburgh-House, 1960–1962 von Werner Düttmann |                                  |
| 09040091 | Trakehner Allee 1 (Lage) | Bauten auf dem Friedhof Heerstraße | Friedhofskapelle (Trauerhalle), 1921–1924 von Erich Blunck; Umbau Friedhofskapelle 1935–1936 von Karl Schellberg; Wiederherstellung der Friedhofskapelle 1948 von Bickel (siehe auch Gartendenkmal Trakehner Allee 1) |                                  |
| 09040091 | Trakehner Allee 1 (Lage) | Bauten auf dem Friedhof Heerstraße | Verwaltungsbau |                                  |
| 09040091 | Trakehner Allee 1 (Lage) | Bauten auf dem Friedhof Heerstraße | Blumenhaus |                                  |
| 09040091 | Trakehner Allee 1 (Lage) | Bauten auf dem Friedhof Heerstraße | Tor und Einfriedung, Umbau Tor 1935–1936 von Karl Schellberg |                                  |
| 09020349 | Westendallee 45–46 Oldenburgallee 43–44 (Lage) | ehem. Westend-Schule mit Direktoren-Wohnhaus | 1927–29 von Hans Winterstein |                                  |
| 09020349 | Westendallee 45–46 Oldenburgallee 43–44 (Lage) | ehem. Westend-Schule mit Direktoren-Wohnhaus | Hausmeisterwohnung |                                  |
| 09020349 | Westendallee 45–46 Oldenburgallee 43–44 (Lage) | ehem. Westend-Schule mit Direktoren-Wohnhaus | Direktorenwohnhaus |                                  |
| 09020350 | Westendallee 77–91 (Lage) | Wohnanlage | 1921–1923 von Entwurfsbüro der Reichsbahn |                                  |

## Baudenkmale
| Nr.                | Lage                                                                         | Offizielle Bezeichnung                                                   | Beschreibung | Bild |
| ------------------ | ---------------------------------------------------------------------------- | ------------------------------------------------------------------------ | --- | --- |
| 09096063           | Ahornallee 4 (Lage)                                                          | Wohnhaus                                                                 | 1872–1875 von Otto March; Umbau 1938 | |
| 09096064           | Ahornallee 33 (Lage)                                                         | Villa                                                                    | 1910–1911 von Carl Stahl-Urach; Umbau 1958 (Liebfrauenschule) | |
| 09096065           | Ahornallee 36 (Lage)                                                         | Wohnhaus Schaudt mit Atelier                                             | 1929 von Emil Schaudt | |
| 09096066           | Ahornallee 47 (Lage)                                                         | Wohnhaus                                                                 | 1870–1871 von Eduard Titz; 1936 Umbau | |
| 09096067           | Akazienallee 6 (Lage)                                                        | ehem. Logierhaus und Pferdestall                                         | 1879 von Piater; 1937 Umbau zum Wohnhaus von Ernst Krause | |
| 09096067           | Akazienallee 6 (Lage)                                                        | Teilverlust: Balkonabriss                                                | 2011 erfolgte Balkonabriss für Neubau | |
| 09096068           | Akazienallee 14 (Lage)                                                       | Haus Oskar Kühl (Mietetagenvilla)                                        | 1910–1911 von August Endell; 1950 Wiederherstellung; 1984–1987 Restaurierung von Klaus und Monika Krebs | |
| 09096069           | Akazienallee 18 (Lage)                                                       | Wohnhaus                                                                 | 1896–1897 von Eduard Neiff | |
| 09096070           | Akazienallee 31 Eschenallee 2 (Lage)                                         | Wohnhaus                                                                 | 1874–1875 von Ludwig Grüneberg; Umbau 1903–1904 | |
| 09096071           | Alemannenallee 3 Merowingerweg 10 (Lage)                                     | Wohnhaus                                                                 | 1925–1926 von Emilie Winkelmann | |
| 09096072           | Alemannenallee 4–5 (Lage)                                                    | Doppelwohnhaus                                                           | 1921–1922 von Arthur Wolff; Nr. 4: Haus Neumann, Umbau 1981; Nr. 5: Haus Wolff mit Atelier, Umbau 1933 | |
| 09096073           | Alemannenallee 6 (Lage)                                                      | Wohnhaus Georg Klingenberg                                               | 1922–1923 von Klingenberg & Issel, Umbauten 1961, 1981–1982 | |
| 09096077           | Am Rupenhorn 1B (Lage)                                                       | Wohnhaus                                                                 | 1956–1957 von Norman Braun | |
| 09096078           | Am Rupenhorn 5 Havelchaussee (Lage)                                          | Wohnhaus Lindemann mit Wirtschaftsgebäude                                | 1929–1931 von Bruno Paul; Umbau 1935 (siehe auch Gartendenkmal Am Rupenhorn 5) | |
| 09096078           | Am Rupenhorn 5 Havelchaussee (Lage)                                          | Wohnhaus Lindemann mit Wirtschaftsgebäude                                | Wirtschaftsgebäude, 1937 von Hetzelt; Umbau 1972 | |
| 09096079           | Am Rupenhorn 6 (Lage)                                                        | Wohnhaus                                                                 | 1928–1929 von Erich Mendelsohn, Anbau 1987–1988 (siehe auch Gartendenkmal Am Rupenhorn 6) | |
| 09095218 (03/2025) | Am Rupenhorn 6A (Lage)                                                       | Terrassenwohnhaus                                                        | 1968–1971 von Günter Hahn (siehe auch Gartendenkmal Am Rupenhorn 6A) | |
| 09096081           | Am Rupenhorn 24 (Lage)                                                       | Wohnhaus                                                                 | 1929–1932 von Hans und Wassili Luckhardt und Alfons Anker | |
| 09096081           | Am Rupenhorn 24 (Lage)                                                       | Wohnhaus                                                                 | Garten, um 1932 | |
| 09096082           | Am Rupenhorn 25 Heerstraße 161 (Lage)                                        | Wohnhaus (Luckhardt-Villa)                                               | 1929–1930 von Hans und Wassili Luckhardt und Alfons Anker (siehe auch Gartendenkmal Am Rupenhorn 25) | |
| 09096087           | Arysallee 8 (Lage)                                                           | Haus Nacke, Einfamilienhaus                                              | 1934–1935 von Otto Kuhlmann | |
| 09096089           | Badenallee 12 (Lage)                                                         | Wohnhaus                                                                 | 1922–1924 von Paul Rosenthal | |
| 09096090           | Badenallee 16–17 Preußenallee 17/19 (Lage)                                   | Anglik. St. Georgs-Kirche                                                | 1950 von Werner Korth | |
| 09020355           | Badenallee 30 (Lage)                                                         | Wohnhaus Bestandteil des Ensembles: Badenallee                           | 1938 von Wilhelm von Gumberz-Rhonthal | |
| 09096091           | Bayernallee 2 (Lage)                                                         | Mietshaus                                                                | 1923–1924 von Carl Scharnweber, Umbau 1927 | |
| 09096092           | Bayernallee 4 (Lage)                                                         | Erich-Hoepner-Schule                                                     | 1954–1960 vom Hochbauamt Charlottenburg (Robert Tepez) | |
| 09096094           | Bayernallee 44 (Lage)                                                        | Mietshaus                                                                | 1929 von Willy Mühlau | |
| 09096094           | Bayernallee 44 (Lage)                                                        | Mietshaus                                                                | Garagenanlage, 1929 von Willy Mühlau | |
| 09096095           | Bayernallee 47–48 (Lage)                                                     | Doppelmietshaus                                                          | 1912–1915 von Max Schnelle | |
| 09096116           | Branitzer Platz 5 (Lage)                                                     | Wohnhaus                                                                 | 1889–1891 von Uterwedde, Zaar & Vahl; Umbauten 1901, 1922; An- und Umbau 1928 von Heinrich Tessenow | |
| 09096116           | Branitzer Platz 5 (Lage)                                                     | Wohnhaus                                                                 | Steingartenanlage von der Firma Ludwig Späth | |
| 09096117           | Brixplatz 2/8 Reichsstraße 71 Westendallee 71 (Lage)                         | Wohnanlage                                                               | 1928 von Heidenreich & Michel | |
| 09096124           | Charlottenburger Chaussee 15/17 (Lage)                                       | U-Bahnhof Ruhleben                                                       | 1928–1929 von Alfred Grenander Der U-Bahnhof Ruhleben der heutigen U-Bahn-Linie U2 wurde 1928–1929 errichtet und am 22. Dezember des gleichen Jahres eröffnet. Er stellt bis heute den Endpunkt der ehemaligen Stammlinie dar. Der Architekt Alfred Grenander errichtete auf einem Damm einen funktionalen Bahnhof mit überdachten Mittelbahnsteig und einer Empfangshalle darunter. | |
| 09096124           | Charlottenburger Chaussee 15/17 (Lage)                                       | U-Bahnhof Ruhleben                                                       | Empfangsgebäude im Bahndamm (siehe auch Gesamtanlage Hoch- und Untergrundbahn, Stammstrecke) | |
| 09020524           | Ebereschenallee 14 (Lage)                                                    | Wohnhaus Bestandteil des Ensembles: Ebereschenallee                      | 1912–1913 von Albert Geßner | |
| 09020525           | Ebereschenallee 16 (Lage)                                                    | Haus Westend Bestandteil des Ensembles: Ebereschenallee                  | 1908 von Bruno Paul | |
| 09020526           | Ebereschenallee 18 Rüsternallee 17 (Lage)                                    | Haus Behaim-Schwarzbach Bestandteil des Ensembles: Ebereschenallee       | 1907–1908 von Saalecker Werkstätten GmbH (Paul Schultze-Naumburg). Zweigeschossiges Landhaus mit vorgebauten, monumentalen Portikus im Obergeschoss und mächtigem Dreiecksgiebel (vom Palladianismus beeinflusst) | |
| 09096136           | Ebereschenallee 48 Rüsternallee 41 (Lage)                                    | Rudolf-Höhne-Stiftung, Wohnheim                                          | 1910–1911 von Hermann Guth | |
| 09096137           | Eichenallee 6 Ebereschenallee 5 (Lage)                                       | Wohnhaus                                                                 | 1871–1873 von E. Petzholtz; Umbauten 1895, 1934 | |
| 09096138           | Eichenallee 11 (Lage)                                                        | Wohnhaus                                                                 | 1889–1890 von Uterwedde; 1924 Anbau von Otto Firle; 1969–1971 Umbau. Spätklassizistische, zweigeschossige Villa mit abgeflachten Mansarddach. Seitlich angeordneter dreiachsiger Vorbau mit Veranda, korinthischen Säulen, darüber ein Balkon. Vor der Veranda eine Gartentreppe, der eigentliche Eingang befindet sich seitlich. | |
| 09096139           | Eichenallee 14 (Lage)                                                        | Wohnhaus                                                                 | 1887–1888 von Uterwedde; 1910 Umbau zum Landhaus. Zweigeschossige Villa im Schweizerstil beziehungsweise Heimatstil mit charakteristisch weit vorkragenden Dach, reich verzierte Fenster und Giebel mit Stichsägenornamenten. | |
| 09096140           | Eichenallee 15 (Lage)                                                        | Haus Nelson                                                              | 1910 von August Endell. Große zweigeschossige Jugendstil-Villa mit ausgebautem Dachgeschoss, sehr steilem Satteldach. Die Giebel aus Fachwerk mit rotem Backstein. Ähnlichkeiten zum ebenfalls von Endell errichteten Haus Akazienallee 14. | |
| 09096141           | Eichenallee 16 (Lage)                                                        | Wohnhaus                                                                 | 1899–1900 von Carl Koeppen; Umbau 1936 | |
| 09096142           | Eichenallee 25 (Lage)                                                        | Wohnhaus                                                                 | 1888–1889 von Ferdinand Höche; Umbau 1899, 1918–1919 | |
| 09096143           | Eichenallee 38 Kirschenallee 15 (Lage)                                       | Wohnhaus                                                                 | 1936 von Peter Jürgensen | |
| 09096148           | Eschenallee 1A (Lage)                                                        | Wohnhaus (ehem. Gärtnerei)                                               | 1887 von Wilhelm Schöltz | |
| 09096399           | Flatowallee (Lage)                                                           | S-Bahnhof Olympiastadion                                                 | Bahnsteig, 1909 von E. Schwarz und Dörgé, Umbau 1936 | |
| 09096399           | Flatowallee (Lage)                                                           | S-Bahnhof Olympiastadion                                                 | Westeingang mit Überführung 1909 von E. Schwarz und Dörgé, Umbau 1936 | |
| 09096399           | Flatowallee (Lage)                                                           | S-Bahnhof Olympiastadion                                                 | Osteingang mit Überführung, 1909 von E. Schwarz und Dörgé, Umbau 1936 | |
| 09096399           | Flatowallee (Lage)                                                           | S-Bahnhof Olympiastadion                                                 | Empfangsgebäude, 1909 von E. Schwarz und Dörgé, Umbau 1936 | |
| 09096400           | Flatowallee 20 (Lage)                                                        | Einfamilienhaus                                                          | 1933–1934 von Otto v. Estorff und Gerhard Winkler | |
| 09096401           | Flatowallee 22 (Lage)                                                        | ehem. Polizeirevier 123                                                  | 1930–1931 von Richard Scheibner. Zweigeschossiger Putzbau mit Klinkern im Sockel und Dachgeschoss. Die Nordwestecke ist abgerundet. Im Erdgeschoss befinden sich durchgehende Fensterbänder, die zur Straßenseite durch den Eingang unterbrochen sind. Heute wird das ehemalige Polizeidienstgebäude als Bürogebäude genutzt. | |
| 09096159           | Fredericiastraße 2–3 (Lage)                                                  | Junggesellenhaus, Mietshaus                                              | 1930–1931 von Rudolf Maté | Fredericiastr.2 |
| 09096183           | Halmstraße 9–10 Kastanienallee 29 (Lage)                                     | Mietshaus                                                                | 1929 von Kübler & Kretschmann | |
| 09085599 (11/2021) | Heerstraße (Lage)                                                            | Stößenseebrücke                                                          | 1908–1909 von Karl Bernhard. Die Fachwerkbrücke mit oben aufliegender, 5-feldriger Fahrbahn wurde zusammen mit der Freybrücke als Teil der Heerstraße erbaut. Sie ist ca. 100 Meter lang und überspannt den Stößensee und die Havelchaussee. 2001 musste die Brücke instand gesetzt werden, nachdem der südwestliche Sockel in Schräglage geraten war. (siehe auch Denkmalliste von Wilhelmstadt) | |
| 09020673           | Heerstraße 18/20 Württembergallee 32 (Lage)                                  | Bürogebäude (Schultheiss) Bestandteil des Ensembles: Heerstraße          | 1938–1939 von Werner Lattermann | |
| 09096197           | Heerstraße 28 (Lage)                                                         | Wohnhaus, heute Logenhaus                                                | 1923–1924 von Curt Leschnitzer | |
| 09096198           | Heerstraße 61 (Lage)                                                         | Villa                                                                    | 1936–1937 von Felix Halbach | |
| 09096199           | Heerstraße 82 (Lage)                                                         | Wohnhaus                                                                 | 1922–1923 von Johann Greifenhagen (siehe auch Gartendenkmal Heerstraße 82) | |
| 09096200           | Heerstraße 86 Flatowallee 1/3 (Lage)                                         | Einfamilienhaus                                                          | 1922–1923 von Stephan von Zamojski und Heinrich Iwan; Umbauten 1927, 1930 | |
| 09096201           | Heerstraße 90 (Lage)                                                         | Einfamilienhaus                                                          | 1923–1924 von Adolf Wollenberg und Karl Piepenburg (siehe auch Gartendenkmal Heerstraße 90) | |
| 09096202           | Heerstraße 107 Ragniter Allee (Lage)                                         | Haus Dr. Sternefeld                                                      | 1923 von Erich Mendelsohn; Umbau 1932 (siehe auch Gartendenkmal Heerstraße 107) | |
| 09096196           | Heerstraße 141 (Lage)                                                        | Jüdischer Friedhof Heerstraße                                            | Friedhofsgebäude 1955–1956 von Hermann Guttmann | |
| 09096196           | Heerstraße 141 (Lage)                                                        | Jüdischer Friedhof Heerstraße                                            | Gedenkplatz für die jüdischen Opfer des Nationalsozialismus, mit Gedenkstein 1960 von J. M. Lellek | |
| 09096208           | Hohensteinallee 4 (Lage)                                                     | Wohnhaus mit einem Teil der Einfriedung                                  | 1935–1936 von Fritz August Breuhaus de Groot; Umbau 1949–51 von Herbert Noth | |
| 09020759           | Jasminweg 6 (Lage)                                                           | Einfamilienhaus Bestandteil des Ensembles: Machandelweg                  | 1922–1923 von Paul Schulz | |
| 09096217           | Johannisburger Allee 12 (Lage)                                               | Wohnhaus                                                                 | 1936–1937 von Walter und Johannes Krüger | |
| 09096219           | Kaiserdamm (Lage)                                                            | U-Bahnhof Kaiserdamm                                                     | Der U-Bahnhof Kaiserdamm wurde am 29. März 1908 eröffnet. Der Architekt war Alfred Grenander. 1926, 1938 und 1959 Umbauten (siehe auch Gesamtanlage Hoch- und Untergrundbahn, Stammstrecke) | |
| 09096224           | Kaiserdamm 25–25a Fredericiastraße 27–28 Königin-Elisabeth-Straße 2/6 (Lage) | Mietshaus, Läden                                                         | 1928–1929 von Hans Scharoun | Kaiserdamm 25 |
| 09020682           | Kaiserdamm 87 (Lage)                                                         | Mietshaus, Läden Bestandteil des Ensembles: Kaiserdamm                   | 1909–1910 von Alfred Schrobsdorff | Kaiserdamm 87 |
| 09020683           | Kaiserdamm 88 (Lage)                                                         | Mietshaus Bestandteil des Ensembles: Kaiserdamm                          | 1909 von Alfred Schrobsdorff | Kaiserdamm 88 |
| 09096246           | Karolingerplatz 1–2a Pommernallee (Lage)                                     | Mietshaus                                                                | 1959–1960 von Sondervermögens- und Bauverwaltung | |
| 09096247           | Karolingerplatz 4 Frankenallee 12/14 (Lage)                                  | Mietshaus                                                                | 1931–1932 von Georg Caro | |
| 09096248           | Karolingerplatz 5–5a (Lage)                                                  | Doppelhaus                                                               | 1921–1922 von Erich Mendelsohn | |
| 09096249           | Karolingerplatz 10–11 (Lage)                                                 | Wohnhaus                                                                 | 1915–1917 von Max Werner; Umbau 1959, heute Botschaft von Burkina Faso | |
| 09096250           | Kastanienallee 11–13 Leistikowstraße 7–9 (Lage)                              | ehem. 27. und 28 Gemeinde-Doppelschule mit Pavillon                      | 1908–1910 von Rudolf Walter | |
| 09096250           | Kastanienallee 11–13 Leistikowstraße 7–9 (Lage)                              | ehem. 27. und 28 Gemeinde-Doppelschule mit Pavillon                      | Pavillon | |
| 09096251           | Kastanienallee 22 (Lage)                                                     | Mietshaus                                                                | 1911–1915 von Peter Jürgensen | |
| 09096252           | Kastanienallee 32 (Lage)                                                     | Wohnhaus (Pension)                                                       | 1908 von August Endell | |
| 09096253           | Kirschenallee 11 (Lage)                                                      | Wohnhaus                                                                 | 1883 von Wilhelm Schöltz; Umbau 1900 | |
| 09096254           | Kirschenallee 18 Ebereschenallee 41 (Lage)                                   | Doppelwohnhaus                                                           | 1921–1922 von Arnold Kuthe. | |
| 09096255           | Kirschenallee 21A (Lage)                                                     | Wohnhaus                                                                 | 1924–1925 von Josef Bachem. Heute Türkisches Generalkonsulat. Landhaus mit Sockel-, Erd- und Obergeschoss. Walmdach mit ausgebauten Dachgeschoss. Zur schmalen Straßenseite halbrunder, durch Wandpfeiler gegliederter Erkervorbau mit Balkon. | |
| 09096256           | Kirschenallee 26 Platanenallee 35 (Lage)                                     | Wohnhaus                                                                 | 1925–1926 von Ernst Schneckenberg | |
| 09096257           | Klaus-Groth-Straße 8 (Lage)                                                  | Villa Bestandteil des Ensembles: Lindenallee                             | 1912–1913 von Ludwig Rosin und Hanns Sternberg (siehe auch Gartendenkmal Klaus-Groth-Straße 8) | |
| 09096258           | Klaus-Groth-Straße 9 (Lage)                                                  | ehem. Remisen- und Stallgebäude Bestandteil des Ensembles: Lindenallee   | 1907 von Alfred Schrobsdorff; 1929 Anbau | |
| 09096268           | Königin-Elisabeth-Straße 13/17 (Lage)                                        | Mietshaus                                                                | 1925 von Alfred Schrobsdorff | |
| 09096269           | Königin-Elisabeth-Straße 46 (Lage)                                           | Kapelle des Luisen-Kirchhofes II                                         | 1867–1868 von Rudolf Zeitler (siehe auch Gartendenkmal Königin-Elisabeth-Straße 46) | |
| 09096270           | Kranzallee 8/10 (Lage)                                                       | Remise und Wohnhaus für Angestellte der Villa d’Avance                   | 1923–1924 von Harry Rosenthal | |
| 09096271           | Kranzallee 13 (Lage)                                                         | Pfarrhaus der Evangelischen Kirchengemeinde Berlin-Heerstraße            | 1928–1929 von Erich Blunck (Bauleitung Emil Fangmeyer) | |
| 09096272           | Kranzallee 19 (Lage)                                                         | Wohnhaus                                                                 | 1932–1933 von Günther Werner-Ehrenfeucht | |
| 09096273           | Kranzallee 23 (Lage)                                                         | Wohnhaus                                                                 | 1928–1930 von Heinrich Möller | |
| 09096274           | Kranzallee 24 Ragniter Allee 2 (Lage)                                        | Wohnhaus                                                                 | 1936–1937 von Paul Sellmann | |
| 09096275           | Kranzallee 27 (Lage)                                                         | Wohnhaus                                                                 | 1933–1934 von Martin Braunstorfinger | |
| 09096276           | Kranzallee 36 (Lage)                                                         | Wohnhaus                                                                 | 1936 von Wilhelm von Gumberz-Rhonthal | |
| 09096278           | Kühler Weg 9 (Lage)                                                          | Haus Arnold Zweig                                                        | 1930–1931 von Harry Rosenthal; Umbau 1938 von Heinrich Kleiner | |
| 09096310           | Leistikowstraße 2 (Lage)                                                     | Mietshaus                                                                | 1909–1910 von Emilie Winkelmann | |
| 09096314           | Lindenallee 7 (Lage)                                                         | Wohnhaus                                                                 | 1867–1868 von Emil Krefeldt und G. Köhler; Umbauten 1929, 1933 | |
| 09096315           | Lindenallee 8 Ulmenallee 9 (Lage)                                            | Wohnhaus                                                                 | 1939–1940 von Hörisch & Hofmann | |
| 09096316           | Lindenallee 14 (Lage)                                                        | Wohnhaus                                                                 | 1880–1881 von F. Uterwedde und W. Bethke | |
| 09096317           | Lindenallee 16 Rüsternallee 9 (Lage)                                         | Wohnhaus                                                                 | 1895–1896 von Wilhelm Walther; Umbau 1916 von Max Landsberg, 1933 von Alfred Wiener | |
| 09096318           | Lindenallee 20 (Lage)                                                        | Wohnhaus Bestandteil des Ensembles: Lindenallee                          | 1909 von Erich Blunck; Umbau 1987 | |
| 09096319           | Lindenallee 21 Halmstraße 1 (Lage)                                           | Landhaus Paul Oskar Höcker Bestandteil des Ensembles: Lindenallee        | 1908 von Emilie Winkelmann | |
| 09096320           | Lindenallee 22 Halmstraße 13–14 (Lage)                                       | Wohnhaus Bestandteil des Ensembles: Lindenallee                          | 1922–1923 von Hans und Wassili Luckhardt, Franz Hoffmann als Haus Buchthal erbaut; 1928 Umbau von Ernst L. Freud, 1958 Anbau von Werner Seyffert; Sanierung 2015 durch Ursula Seeba-Hannan. | |
| 09096321           | Lindenallee 35 (Lage)                                                        | Villa Bestandteil des Ensembles: Lindenallee                             | 1913–1914 von Grisebach & Steinmetz; 1958 Umbau | |
| 09096322           | Lindenallee 44 Eichenallee 8 (Lage)                                          | Wohnhaus                                                                 | 1869–1870 von Robert Otto; Umbauten 1920, 1963 | |
| 09096322           | Lindenallee 44 Eichenallee 8 (Lage)                                          | Wohnhaus                                                                 | Remise | |
| 09096323           | Lindenallee 46 Ulmenallee 8 (Lage)                                           | Wohnhaus                                                                 | 1908 von Albert Saalmann; Umbau 1970 | |
| 09096324           | Lindenallee 50 Akazienallee 8 (Lage)                                         | Wohnhaus                                                                 | 1869–1870 von Bethke und Uterwedde; Umbauten 1879–1880 von Piater, 1919 von Georg Rieve, 1936, 1977 | |
| 09096328           | Lyckallee 6 (Lage)                                                           | Wohnhaus, Einfriedung und Pergola                                        | 1913–1914 von Fritz Klingholz; Umbauten 1938, 1969 | |
| 09096329           | Lyckallee 14/16 (Lage)                                                       | Doppelwohnhaus                                                           | 1913–1914 von Alfred Lesser; Umbauten 1934, 1983–1984 (Nr. 14), 1985 (Nr. 16) | |
| 09096330           | Lyckallee 30 (Lage)                                                          | Einfamilienwohnhaus mit Einfriedung                                      | 1929–1930 von Fritz Marcus | |
| 09096331           | Lyckallee 34 (Lage)                                                          | Wohnhaus                                                                 | 1935–1936 von Otto Kuhlmann | |
| 09096332           | Lyckallee 42 (Lage)                                                          | Wohnhaus                                                                 | 1921–1922 von Hans Liepe; Umbau 1932 | |
| 09096333           | Lyckallee 44 Johannisburger Allee 1 (Lage)                                   | Wohnhaus                                                                 | 1921–1922 von Hans Liepe; Umbauten 1936–1937, 1990 | |
| 09096334           | Lyckallee 45 (Lage)                                                          | Wohnhaus                                                                 | 1936 von Heinz Scheidling | |
| 09020760           | Machandelweg 4 (Lage)                                                        | Einfamilienhaus Bestandteil des Ensembles: Machandelweg                  | 1923 von Paul Schulz | |
| 09020761           | Machandelweg 8 (Lage)                                                        | Einfamilienhaus mit Einfriedung Bestandteil des Ensembles: Machandelweg  | 1924–1925 von Paul Schulz; Veränderungen 1925 von G. Wodke | |
| 09020762           | Machandelweg 9 Wacholderweg 2 (Lage)                                         | Villa Bestandteil des Ensembles: Machandelweg                            | 1923–1924 von Paul Schulz (siehe auch Gartendenkmal Machandelweg 9) | |
| 09096335           | Machandelweg 11 (Lage)                                                       | Einfamilienhaus                                                          | 1947 von Ernst Busse, Ausführung 1950 von Helmut von Lülsdorff | |
| 09096336           | Marathonallee 25 (Lage)                                                      | Wohnhaus                                                                 | 1930 von Eckart Muthesius | |
| 09096337           | Marathonallee 34 (Lage)                                                      | Wohnhaus Bestandteil des Ensembles: Marathonallee                        | 1927–1928 von Alfred Grenander (siehe auch Gartendenkmal Marathonallee 34) | |
| 09096345           | Marienburger Allee 43 (Lage)                                                 | Haus Bonhoeffer                                                          | 1935 von Jörg Schleicher | |
| 09096346           | Masurenallee 10/14 (Lage)                                                    | Haus des Rundfunks                                                       | 1929–1931 von Hans Poelzig; Umbau 1959 | |
| 09096347           | Masurenallee 16/20 Bredtschneiderstraße 16 (Lage)                            | SFB-Fernsehzentrum                                                       | 1965–1970 von Robert Tepez | |
| 09096351           | Meiningenallee 20/22 Spandauer Damm 205/215 (Lage)                           | Bonhoeffer-Schule                                                        | 1957 von Hochbauamt Charlottenburg (Lamm) | |
| 09097889 (12/2019) | Messedamm 11–12 Hammarskjöldplatz Neue Kantstraße (Lage)                     | Internationales Congress Centrum Berlin (ICC Berlin)                     | 1973–1979 von Ralf Schüler und Ursulina Schüler-Witte (siehe auch Gesamtanlage Messegelände) | |
| 09097889 (12/2019) | Messedamm 11–12 Hammarskjöldplatz Neue Kantstraße (Lage)                     | Internationales Congress Centrum Berlin (ICC Berlin)                     | Verteilerhalle, 1974–1975 von Rainer Gerhard Rümmler | |
| 09097889 (12/2019) | Messedamm 11–12 Hammarskjöldplatz Neue Kantstraße (Lage)                     | Internationales Congress Centrum Berlin (ICC Berlin)                     | Fußgängertunnel, 1974–1975 von Rainer Gerhard Rümmler | |
| 09096355           | Mohrunger Allee 2A (Lage)                                                    | Landhaus von der Schulenburg, Einfamilienhaus                            | 1935 von Heinrich Schweitzer | |
| 09096373           | Nußbaumallee 1/3 (Lage)                                                      | Wohnhaus                                                                 | 1964–1965 von Johannes Hildisch und Gerd Brand | |
| 09096374           | Nußbaumallee 8 Lindenallee 6 (Lage)                                          | Haus Höcker mit Garten                                                   | Wohnhaus, 1929 von Alfred Gellhorn, Anbau 1955 | |
| 09096374           | Nußbaumallee 8 Lindenallee 6 (Lage)                                          | Haus Höcker mit Garten                                                   | Garten 1929 von Gustav Allinger | |
| 09096375           | Nußbaumallee 25 (Lage)                                                       | Wohnhaus                                                                 | 1884 von Max Nagel und O. Hoffmann | |
| 09096376           | Nußbaumallee 42 (Lage)                                                       | Wohnhaus Bartning                                                        | 1936–1937 von Otto Bartning | |
| 09096377           | Olympische Straße Preußenallee Reichsstraße (Lage)                           | U-Bahnhof Neu-Westend                                                    | Eingänge, Der U-Bahnhof Neu-Westend der Berliner U-Bahn wurde am 20. Mai 1922 eröffnet, wobei er bereits in den Jahren 1908–1913 rohbaufertig errichtet wurde. Heute fahren diesen Bahnhof Züge der Berliner U-Bahn-Linie U2 an. Architekt war Alfred Grenander. (siehe auch Gesamtanlage Hoch- und Untergrundbahn, Stammstrecke) | |
| 09096377           | Olympische Straße Preußenallee Reichsstraße (Lage)                           | U-Bahnhof Neu-Westend                                                    | U-Bahnhof | |
| 09096378           | Olympische Straße 9 (Lage)                                                   | Wohnhaus mit Garage                                                      | 1925 von Hans Hertlein (siehe auch Gartendenkmal Olympische Straße 9) | |
| 09096379           | Olympische Straße 10/12 (Lage)                                               | Mietshaus                                                                | 1929–1930, von Joseph Fraenkel (Ausführung) | |
| 09096387           | Platanenallee 4/6 (Lage)                                                     | Wohnhaus und Remise                                                      | 1912–1913 von Grisebach & Steinmetz; Umbau in Kleinwohnungen 1936 | |
| 09096387           | Platanenallee 4/6 (Lage)                                                     | Wohnhaus und Remise                                                      | Remise | |
| 09096388           | Platanenallee 14 (Lage)                                                      | Landhaus                                                                 | 1907–1908 von Julius Habicht | |
| 09096389           | Platanenallee 19 (Lage)                                                      | Wohnhaus                                                                 | 1929–1930 von Arnold Nechansky | |
| 09096390           | Platanenallee 23–23C, 25 Rüsternallee 24–24B (Lage)                          | ehem. Säuglings- und Mütterheim                                          | Das ehemalige Säuglings- und Mütterheim ist heute das Max-Bürger-Krankenhaus. Gebaut wurde das Krankenhaus von Rudolf Walter in den Jahren von 1907 bis 1909 und von 1911 bis 1912. Es ist eine dreigeschossige Anlage mit drei Flügeln. | |
| 09096391           | Platanenallee 36 Reichsstraße 17 (Lage)                                      | Wohnhaus (Goldsteinvilla)                                                | 1923 von Curt Leschnitzer | |
| 09096392           | Preußenallee Raußendorffplatz (Lage)                                         | Der Ringer, Denkmal                                                      | 1908 von Hugo Lederer; Aufstellung 1926 (siehe auch Gartendenkmal Raußendorffplatz) | |
| 09096393           | Preußenallee 31 (Lage)                                                       | Wohnhaus                                                                 | 1923–1925 von Edmund Krefft (?) | |
| 09096398           | Ratzeburger Allee 1 Reichsstraße 21 Rüsternallee 45 (Lage)                   | Postamt, Miets- und Geschäftshaus                                        | 1930–1931 von Georg Caro | |
| 09020830           | Reichsstraße 105 (Lage)                                                      | Mietshaus Bestandteil des Ensembles: Theodor-Heuss-Platz                 | 1914–1915 von Hans Böttcher | |
| 09020831           | Reichsstraße 106 (Lage)                                                      | Mietshaus Bestandteil des Ensembles: Theodor-Heuss-Platz                 | 1912–1914 von Hans Boettcher | |
| 09096404           | Rossitter Platz (Lage)                                                       | U-Bahnhof Olympia-Stadion                                                | Der U-Bahnhof Olympia-Stadion wurde am 8. Juni 1913 unter dem damaligen Namen Stadion zusammen mit dem Deutschen Stadion eröffnet. Die Hochbahngesellschaft bediente den Bahnhof jedoch nur unregelmäßig für Sonderveranstaltungen wie Pferderennen. Sieben Jahre später war Berlin Bewerberstadt für die Olympischen Spiele 1936, sodass daraufhin Alfred Grenander beauftragt wurde, den Bahnhof neu zu konzeptionieren. Er entwarf ein komplett neues Eingangsgebäude, das mit roten Klinkern versehen war. Dieses wiederum steht im rechten Winkel zu den Gleisen, für die die BVG wiederum zwei Bahnsteige errichten ließ. | Der U-Bahnhof Olympia-Stadion wurde am 8. Juni 1913 unter dem damaligen Namen Stadion zusammen mit dem Deutschen Stadion eröffnet. Die Hochbahngesellschaft bediente den Bahnhof jedoch nur unregelmäßig für Sonderveranstaltungen wie Pferderennen. Sieben Jahre später war Berlin Bewerberstadt für die Olympischen Spiele 1936, sodass daraufhin Alfred Grenander beauftragt wurde, den Bahnhof neu zu konzeptionieren. Er entwarf ein komplett neues Eingangsgebäude, das mit roten Klinkern versehen war. Dieses wiederum steht im rechten Winkel zu den Gleisen, für die die BVG wiederum zwei Bahnsteige errichten ließ. |
| 09096404           | Rossitter Platz (Lage)                                                       | U-Bahnhof Olympia-Stadion                                                | Empfangsgebäude, 1929–1930 von Alfred Grenander (siehe auch Gesamtanlage Hoch- und Untergrundbahn, Stammstrecke) | |
| 09096404           | Rossitter Platz (Lage)                                                       | U-Bahnhof Olympia-Stadion                                                | Bahnsteig | |
| 09096404           | Rossitter Platz (Lage)                                                       | U-Bahnhof Olympia-Stadion                                                | Überführung | |
| 09096404           | Rossitter Platz (Lage)                                                       | U-Bahnhof Olympia-Stadion                                                | Kassengebäude | |
| 09096404           | Rossitter Platz (Lage)                                                       | U-Bahnhof Olympia-Stadion                                                | Treppenanlage | |
| 09020787           | Rüsternallee 11 (Lage)                                                       | Landhaus Thomas Bestandteil des Ensembles: Rüsternallee                  | 1913–1914 von Walther Spickendorff; mit Vorgarten; Umbau 1981 | |
| 09020788           | Rüsternallee 12 Platanenallee 11 (Lage)                                      | Wohnhaus Bestandteil des Ensembles: Rüsternallee                         | 1906–1907 von Hermann Werle | |
| 09096405           | Rüsternallee 18 (Lage)                                                       | Wohnhaus und Remise                                                      | 1872–1875 von Franz Piater; Umbau 1935 von Fangmeyer; Restaurierung, Rückbau und Modernisierung 1982 von Pitz/Brenne Die neobarocke Gründerzeitvilla wurde für Albert Ludewig, den Direktor einer Schraubenfabrik von Heinrich Quistorp erbaut. Die Bauzeit fiel mit dem sogenannten Gründerkrach von 1873 zusammen und verzögerte sich wahrscheinlich aufgrund dessen bis März 1875. Besonders markant ist der runde Treppenturm mit Kegeldach an der Nordostecke, das für den bürgerlichen Barock typische Mansarddach sowie die auffällig türkise Farbe. In den 1990er Jahren war dies der Sitz der kasachischen Botschaft in Berlin. Heute wird die Villa noch als Residenz für die kasachische Botschaft genutzt.                       | |
| 09096405           | Rüsternallee 18 (Lage)                                                       | Wohnhaus und Remise                                                      | Remise | |
| 09096406           | Rüsternallee 27 (Lage)                                                       | Wohnhaus                                                                 | 1873 von Piater | |
| 09096425           | Sensburger Allee 1 (Lage)                                                    | Einfamilienhaus, Typenentwurf für Reichsarbeitsdienstführer              | 1941 | |
| 09096426           | Sensburger Allee 3 Insterburgallee 27A (Lage)                                | ehem. Haus der Burschenschaft Thuringia                                  | 1929–1930 von Fritz Freymüller; Umbauten 1937, 1973 | |
| 09096427           | Sensburger Allee 5A (Lage)                                                   | Einfamilienhaus                                                          | 1966–1968 von Sami Mousawi | |
| 09096428           | Sensburger Allee 7 (Lage)                                                    | Einfamilienhaus                                                          | 1937 von Kurt Bornemann | |
| 09096429           | Sensburger Allee 8 (Lage)                                                    | Einfamilienhaus, Typenentwurf für Reichsarbeitsdienstführer              | 1941 | |
| 09096430           | Sensburger Allee 10 (Lage)                                                   | Einfamilienhaus, Typenentwurf für Reichsarbeitsdienstführer              | 1941 | |
| 09096431           | Sensburger Allee 19A (Lage)                                                  | Haus Müllerburg, Einfamilienhaus                                         | 1960 von Georg Heinrichs | |
| 09096432           | Sensburger Allee 25–26 (Lage)                                                | Haus und Atelier Georg Kolbe (Georg-Kolbe-Museum)                        | Wohnhaus, 1928–1929 von Ernst Rentsch; Umbau 1932 von Paul Linder | |
| 09096432           | Sensburger Allee 25–26 (Lage)                                                | Haus und Atelier Georg Kolbe (Georg-Kolbe-Museum)                        | Atelier | |
| 09096432           | Sensburger Allee 25–26 (Lage)                                                | Haus und Atelier Georg Kolbe (Georg-Kolbe-Museum)                        | Skulpturenhof, 1932 | |
| 09095924           | Skirenweg 5 (Lage)                                                           | Wohnhaus Johannes Krüger                                                 | 1937–1938 von Johannes und Walter Krüger | |
| 09075021 (11/2021) | Soorstraße 84, 85 (Lage)                                                     | Wirtschaftsgebäude des Wachbataillons der Luftwaffe Berlin               | Verwaltungsgebäude, 1939–1940 von der Bauabteilung des Reichsluftfahrtministeriums (heute: Sitz des Landesverbandes des THW) | |
| 09075021 (11/2021) | Soorstraße 84, 85 (Lage)                                                     | Wirtschaftsgebäude des Wachbataillons der Luftwaffe Berlin               | Kantine | |
| 09075021 (11/2021) | Soorstraße 84, 85 (Lage)                                                     | Wirtschaftsgebäude des Wachbataillons der Luftwaffe Berlin               | Kasernenmauer | |
| 09096442           | Spandauer Damm (vor Nr. 220) (Lage)                                          | Meilenstein                                                              | um 1830 (Datierung nach Forschungsgruppe Meilensteine und typologischer Einordnung eher nach 1835). Der 90 Zentimeter hohe Rundsockelstein aus Granit trägt die Inschrift „/I MEILEN BIS BERLIN“ (in Antiqua-Schrift). Er ist einer von nur 18 heute noch erhaltenen Meilensteinen in Berlin. | |
| 09096442           | Spandauer Damm (vor Nr. 220) (Lage)                                          | Meilenstein                                                              | Nach W. Sasse bedeutet die Entfernungsangabe 1½ Meilen bis zum Berliner Stadtschloss, welches ab 1834 Ausgangspunkt für alle Entfernungsangaben nach Berlin war. Demnach soll der Stein ursprünglich am heutigen U-Bahnhof Ruhleben, an der um 1822 erbauten Berlin-Hamburger Chaussee, etwa 11,1 Kilometer vom Schloss entfernt gestanden haben. Eine preußische Meile sind umgerechnet etwa 7,5 Kilometer. Nach der Einführung des metrischen Systems im Jahre 1873 verloren die Meilensteine an Bedeutung und wurden teilweise (wie auch dieser Stein) umgesetzt und als Kilometerstein weiter genutzt. Der jetzige Standort des Meilensteins, vor dem Eingang zum Ruhwaldpark, befindet sich in 10 Kilometer Entfernung zum Schloßplatz. | |
| 09096443           | Stallupöner Allee 37 (Lage)                                                  | Wohnhaus                                                                 | 1937 von Egon Eiermann | |
| 09096446           | Stendelweg 48/50 (Lage)                                                      | Einfamilien-Doppelhaus                                                   | 1925–1926 von August Klapproth (Nr. 50); 1928 von Johannes Röhr (Nr. 48) | |
| 09096447           | Steubenplatz (Lage)                                                          | Der Sieger (Denkmal)                                                     | 1896–1902 von Louis Tuaillon Das Denkmal wurde 1961 auf dem Steubenplatz aufgestellt. Es handelt sich um einen Jüngling auf einem Pferd. In der rechten Hand hielt der Jünglich eine Siegerpalme, diese ist allerdings verloren gegangen. | |
| 09096461           | Tannenbergallee 6 (Lage)                                                     | Friedenskirche und Glockenturm                                           | 1932 von Emil Fangmeyer (unter Verwendung eines Ateliergebäudes, 1916 von Georg Schmidt) | |
| 09095336           | Tannenbergallee 35 (Lage)                                                    | Haus Schmitt von Winterfeld                                              | Einfamilienwohnhaus mit Einliegerwohnung, von Winterfeld 1960–1961 von Eduard Ludwig (siehe auch Gartendenkmal Tannenbergallee 35) | |
| 09095336           | Tannenbergallee 35 (Lage)                                                    | Haus Schmitt von Winterfeld                                              | Garage | |
| 09095336           | Tannenbergallee 35 (Lage)                                                    | Haus Schmitt von Winterfeld                                              | Einfriedung und Tor | |
| 09096468           | Theodor-Heuss-Platz (Lage)                                                   | U-Bahnhof Theodor-Heuss-Platz                                            | Eingang, 1907–1908 von Alfred Grenander Eröffnet wurde der Bahnhof mit der Strecke Bismarckstraße – Reichskanzlerplatz am 29. März 1908. (siehe auch Gesamtanlage Hoch- und Untergrundbahn, Stammstrecke) | |
| 09096468           | Theodor-Heuss-Platz (Lage)                                                   | U-Bahnhof Theodor-Heuss-Platz                                            | Bahnsteig | |
| 09096469           | Theodor-Heuss-Platz 4 (Lage)                                                 | Geschäftshaus                                                            | 1927–1929 von Walter und Johannes Krüger; Umbau 1958 von Johannes Krüger | |
| 09096474           | Ulmenallee 3 (Lage)                                                          | Villa                                                                    | um 1870 von Wilhelm Schöltz | |
| 09096474           | Ulmenallee 3 (Lage)                                                          | Villa                                                                    | Vorgarten mit Brunnenanlage, um 1870 | |
| 09040247 (03/2023) | Ulmenallee 17 (Lage)                                                         | Wohnhaus mit Einfriedung                                                 | 1871–1872 von H. Richter, Umbau 1928 | |
| 09096475           | Ulmenallee 18 (Lage)                                                         | Wohnhaus                                                                 | 1929–1930 von Ernst Schneckenberg | |
| 09096476           | Ulmenallee 32 Eschenallee 12 (Lage)                                          | Wohnhaus                                                                 | Wohnhaus, 1911–1912 von Paul Renner, Umbau 1924–1925 von Ludwig Mies van der Rohe, heute Botschaft von Kamerun | |
| 09096476           | Ulmenallee 32 Eschenallee 12 (Lage)                                          | Wohnhaus                                                                 | Garage | |
| 09096476           | Ulmenallee 32 Eschenallee 12 (Lage)                                          | Wohnhaus                                                                 | Einfriedung | |
| 09096477           | Ulmenallee 40 (Lage)                                                         | Wohnhaus                                                                 | 1899–1900 von Ernst Geiger; Umbauten 1906, 1978 | |
| 09096478           | Ulmenallee 50 Eichenallee 45 (Lage)                                          | Stiftung Luisens-Andenken, Waisenhaus                                    | 1904–1905 von Rudolf Walter; Umbau 1978–80 | |
| 09096479           | Waldschulallee (Lage)                                                        | S-Bahnhof Messe Süd                                                      | Eingangsgebäude, 1927–1930 von Richard Brademann; Erweiterung 1935 von Fritz Hane und Hugo Röttcher | |
| 09096479           | Waldschulallee (Lage)                                                        | S-Bahnhof Messe Süd                                                      | Überführung | |
| 09096479           | Waldschulallee (Lage)                                                        | S-Bahnhof Messe Süd                                                      | Treppenaufgang | |
| 09096479           | Waldschulallee (Lage)                                                        | Teilverlust: Bahnsteig                                                   | Abriss von Bahnsteiggebäuden und Neubau in den 1990ern | |
| 09096480           | Waldschulallee 34 (Lage)                                                     | Mommsenstadion mit Tribünengebäude                                       | Stadion, 1930 von Fred Forbát und Scheim; Umbau 1950 | |
| 09096480           | Waldschulallee 34 (Lage)                                                     | Mommsenstadion mit Tribünengebäude                                       | Tribüne | |
| 09096480           | Waldschulallee 34 (Lage)                                                     | Mommsenstadion mit Tribünengebäude                                       | Kassengebäude | |
| 09096480           | Waldschulallee 34 (Lage)                                                     | Mommsenstadion mit Tribünengebäude                                       | Nordeingang | |
| 09096480           | Waldschulallee 34 (Lage)                                                     | Mommsenstadion mit Tribünengebäude                                       | Südeingang | |
| 09096481           | Waldschulallee 75 (Lage)                                                     | ehem. Olympia-Sportärztehaus                                             | 1936 von Otto Schellenberg | |
| 09096482           | Warnenweg 15 (Lage)                                                          | Wohnhaus                                                                 | 1935–1936 von Emil Fangmeyer | |
| 09096503           | Württembergallee 24 Länderallee 25 (Lage)                                    | Mietshaus                                                                | 1923 von Helmut Grisebach & Heinz Rehmann | |
| 09096504           | Württembergallee 31 (Lage)                                                   | Villa Schönbach                                                          | 1923–1924 von Martin Punitzer | |
| 09096508           | Zikadenweg 10 (Lage)                                                         | Einfamilienhaus (Doppelwohnhaushälfte) mit Wirtschafts- und Stallgebäude | 1925 von Otto Pflug | |
| 09096508           | Zikadenweg 10 (Lage)                                                         | Einfamilienhaus (Doppelwohnhaushälfte) mit Wirtschafts- und Stallgebäude | Wirtschafts- und Stallgebäude (mit Zikadenweg 12) | |
| 09096509           | Zikadenweg 12 (Lage)                                                         | Einfamilienhaus (Doppelwohnhaushälfte) mit Wirtschafts- und Stallgebäude | 1925 von Otto Pflug | |

## Gartendenkmale
| Nr.                | Lage | Offizielle Bezeichnung                                         | Beschreibung | Bild                         |
| ------------------ | --- | -------------------------------------------------------------- | --- | ---------------------------- |
| 09046320           | Am Rupenhorn 5 Havelchaussee (Lage) | Villengarten                                                   | 1929 von der Firma Ludwig Späth (siehe auch Baudenkmal Am Rupenhorn 5) |                              |
| 09046321           | Am Rupenhorn 6 (Lage) | Vorgarten                                                      | 1929 von Heinrich Friedrich Wiepking-Jürgensmann (siehe auch Baudenkmal Am Rupenhorn 6) |                              |
| 09095219 (03/2025) | Am Rupenhorn 6A (Lage) | Gartenanlagen der Terrassen-Wohnanlage                         | 1972 von Günter Nagel (siehe auch Baudenkmal Am Rupenhorn 6A) |                              |
| 09046541           | Am Rupenhorn 25 Heerstraße 161 (Lage) | Hausgarten der Luckhardt-Villa                                 | 1930 von Berthold Körting (siehe auch Baudenkmal Am Rupenhorn 25) |                              |
| 09046322           | Branitzer Platz (Lage) | Stadtplatz                                                     | 1894–1895, 1950 wiederhergestellt von Joachim Kaiser, Umgestaltung 1960 |                              |
| 09046323           | Brixplatz (Lage) | Stadtplatz                                                     | 1919–1921 von Erwin Barth, 1950 wiederhergestellt und 1960–1961 umgestaltet von Joachim Kaiser Pläne und Ansichten im Architekturmuseum der Technischen Universität Berlin. |                              |
| 09045640           | Fürstenbrunner Weg 37/67 (Lage) | Luisenkirchhof III                                             | 1891–1905 von Otto Vogeler mit Grabstätten und Grabstättenstruktur, Erbbegräbniswänden, bildkünstlerischer Ausstattung (siehe auch Gesamtanlage Fürstenbrunner Weg 37/67) |                              |
| 09045640           | Fürstenbrunner Weg 37/67 (Lage) | Luisenkirchhof III                                             | Portal, 1892 |                              |
| 09045640           | Fürstenbrunner Weg 37/67 (Lage) | Luisenkirchhof III                                             | Gefallenenehrenmal, 1920 von Walther Spickendorff |                              |
| 09050456           | Fürstenbrunner Weg 69/79 (Lage) | Kaiser-Wilhelm-Gedächtnis-Kirchhof                             | 1896 mit Grabstätten und Grabstättenstruktur, Erbbegräbniswänden, bildkünstlerischer Ausstattung (siehe auch Gesamtanlage Fürstenbrunner Weg 69/79) |                              |
| 09046331           | Hammarskjöldplatz (Lage) | Sommergarten auf dem Messegelände                              | 1930–1931 von Richard und Ludwig Lesser, Umgestaltungen 1939, 1948 und 1980 (siehe auch Gesamtanlage Messegelände) |                              |
| 09046332           | Heerstraße Mohrunger Allee Pillkaller Allee Sensburger Allee (Lage) | Georg-Kolbe-Hain                                               | Öffentliche Grünanlage, 1921 von Richard Köhler; 1933–1935 Umgestaltung von Felix Buch; seit 1957 Georg-Kolbe-Hain mit von 1959 bis 1965 aufgestellten Bronzeplastiken. |                              |
| 09046332           | Heerstraße Mohrunger Allee Pillkaller Allee Sensburger Allee (Lage) | Georg-Kolbe-Hain                                               | „Große Knieende“ von Georg Kolbe |                              |
| 09046332           | Heerstraße Mohrunger Allee Pillkaller Allee Sensburger Allee (Lage) | Georg-Kolbe-Hain                                               | „Großer Stürzender“ von Georg Kolbe |                              |
| 09046332           | Heerstraße Mohrunger Allee Pillkaller Allee Sensburger Allee (Lage) | Georg-Kolbe-Hain                                               | „Dionysos“ von Georg Kolbe |                              |
| 09046332           | Heerstraße Mohrunger Allee Pillkaller Allee Sensburger Allee (Lage) | Georg-Kolbe-Hain                                               | „Mars und Venus“ von Georg Kolbe |                              |
| 09046332           | Heerstraße Mohrunger Allee Pillkaller Allee Sensburger Allee (Lage) | Georg-Kolbe-Hain                                               | „Ruhende“ von Georg Kolbe |                              |
| 09046333           | Heerstraße 82 (Lage) | Garten Hauer, Villengarten                                     | um 1923 (siehe auch Baudenkmal Heerstraße 82) |                              |
| 09046334           | Heerstraße 90 (Lage) | Garten der Villa Weil, Villengarten                            | 1924–1931 von Otto Valentien und der Firma Ludwig Späth (siehe auch Baudenkmal Heerstraße 90) |                              |
| 09046335           | Heerstraße 107 Ragniter Allee (Lage) | Hausgarten                                                     | 1923–1924 von Erich Mendelsohn (siehe auch Baudenkmal Heerstraße 107) |                              |
| 09046336           | Heerstraße 131/135 Am Postfenn 3/31 Kranzallee 58/62 (Lage) | Freifläche der Wohnanlage am Scholzplatz                       | 1968 von Hermann Mattern (siehe auch Gesamtanlage Heerstraße 131/135) |                              |
| 09097053 (11/2021) | Heerstraße 151 (Lage) | Britischer Soldatenfriedhof                                    | 1955–1957 von Philip Dalton Hepworth |                              |
| 09046340           | Karolingerplatz (Lage) | Stadtplatz                                                     | 1912–1913 von Erwin Barth, 1975 wiederhergestellt |                              |
| 09046340           | Karolingerplatz (Lage) | Stadtplatz                                                     | Gerätehaus, 1928 von Hochbauamt Charlottenburg (Walter Helmcke); Umbau 1959 |                              |
| 09046341           | Klaus-Groth-Straße 8 (Lage) | Villengarten                                                   | 1911–1912 (siehe auch Baudenkmal Klaus-Groth-Straße 8) |                              |
| 09096232           | Königin-Elisabeth-Straße 46 (Lage) | Luisenkirchhof II                                              | 1866–1867, mit Grabstätten und Grabstättenstruktur, Erbbegräbniswänden und bildkünstlerischer Ausstattung (siehe auch Baudenkmal Königin-Elisabeth-Straße 46) |                              |
| 09046345           | Anneliese-und-Georg-Groscurth-Platz Lindenallee (Lage) | Stadtplatz                                                     | 1894–1895, Neugestaltung 1951 von Joachim Kaiser |                              |
| 09046346           | Machandelweg 9 Wacholderweg 2 (Lage) | Villengarten Bestandteil des Ensembles: Machandelweg           | 1924 von Georg Potente (siehe auch Baudenkmal Machandelweg 9) |                              |
| 09046347           | Marathonallee 34 (Lage) | Hausgarten Bestandteil des Ensembles: Marathonallee            | 1927–1928 (siehe auch Baudenkmal Marathonallee 34) |                              |
| 09046353           | Nußbaumallee 37/39 Akazienallee 40 (Lage) | Krankenhausgarten                                              | um 1900 Der Krankenhausgarten gehörte einst zum St.-Elisabeth-Stift, welches sich an der Nußbaumallee 37–39 befand und zwischen 2007 und 2009 abgerissen wurde. Hier sollen bis 2013 drei moderne Stadtvillen entstehen. Dabei soll der alte Baumbestand des Krankenhausgarten erhalten bleiben. |                              |
| 09046354           | Olympische Straße 9 (Lage) | Hausgarten                                                     | 1927–1928 (siehe auch Baudenkmal Olympische Straße 9) |                              |
| 09046355           | Olympischer Platz 1–8 Am Glockenturm Brombeerweg 40–40E Coubertinplatz Friedrich-Friesen-Allee Passenheimer Straße 24, 30 Rominter Allee 1/5 Rossitter Weg Sportforumstraße Stadionallee Südtorweg Trakehner Allee (Lage) | Olympiagelände, Sport-, Grün- und Gartenanlagen mit Skulpturen | Gelände, 1934–1936 von Heinrich Friedrich Wiepking-Jürgensmann (siehe auch Gesamtanlage Olympischer Platz 1–8) |                              |
| 09046355           | Olympischer Platz 1–8 Am Glockenturm Brombeerweg 40–40E Coubertinplatz Friedrich-Friesen-Allee Passenheimer Straße 24, 30 Rominter Allee 1/5 Rossitter Weg Sportforumstraße Stadionallee Südtorweg Trakehner Allee (Lage) | Olympiagelände, Sport-, Grün- und Gartenanlagen mit Skulpturen | Stier |                              |
| 09046355           | Olympischer Platz 1–8 Am Glockenturm Brombeerweg 40–40E Coubertinplatz Friedrich-Friesen-Allee Passenheimer Straße 24, 30 Rominter Allee 1/5 Rossitter Weg Sportforumstraße Stadionallee Südtorweg Trakehner Allee (Lage) | Olympiagelände, Sport-, Grün- und Gartenanlagen mit Skulpturen | Kuh |                              |
| 09046355           | Olympischer Platz 1–8 Am Glockenturm Brombeerweg 40–40E Coubertinplatz Friedrich-Friesen-Allee Passenheimer Straße 24, 30 Rominter Allee 1/5 Rossitter Weg Sportforumstraße Stadionallee Südtorweg Trakehner Allee (Lage) | Olympiagelände, Sport-, Grün- und Gartenanlagen mit Skulpturen | Ruhender Athlet |                              |
| 09046355           | Olympischer Platz 1–8 Am Glockenturm Brombeerweg 40–40E Coubertinplatz Friedrich-Friesen-Allee Passenheimer Straße 24, 30 Rominter Allee 1/5 Rossitter Weg Sportforumstraße Stadionallee Südtorweg Trakehner Allee (Lage) | Olympiagelände, Sport-, Grün- und Gartenanlagen mit Skulpturen | Zehnkämpfer |                              |
| 09046355           | Olympischer Platz 1–8 Am Glockenturm Brombeerweg 40–40E Coubertinplatz Friedrich-Friesen-Allee Passenheimer Straße 24, 30 Rominter Allee 1/5 Rossitter Weg Sportforumstraße Stadionallee Südtorweg Trakehner Allee (Lage) | Olympiagelände, Sport-, Grün- und Gartenanlagen mit Skulpturen | Siegerin |                              |
| 09046355           | Olympischer Platz 1–8 Am Glockenturm Brombeerweg 40–40E Coubertinplatz Friedrich-Friesen-Allee Passenheimer Straße 24, 30 Rominter Allee 1/5 Rossitter Weg Sportforumstraße Stadionallee Südtorweg Trakehner Allee (Lage) | Olympiagelände, Sport-, Grün- und Gartenanlagen mit Skulpturen | 2 Adlerpfeiler |                              |
| 09046355           | Olympischer Platz 1–8 Am Glockenturm Brombeerweg 40–40E Coubertinplatz Friedrich-Friesen-Allee Passenheimer Straße 24, 30 Rominter Allee 1/5 Rossitter Weg Sportforumstraße Stadionallee Südtorweg Trakehner Allee (Lage) | Olympiagelände, Sport-, Grün- und Gartenanlagen mit Skulpturen | Zehnkämpfer |                              |
| 09046355           | Olympischer Platz 1–8 Am Glockenturm Brombeerweg 40–40E Coubertinplatz Friedrich-Friesen-Allee Passenheimer Straße 24, 30 Rominter Allee 1/5 Rossitter Weg Sportforumstraße Stadionallee Südtorweg Trakehner Allee (Lage) | Olympiagelände, Sport-, Grün- und Gartenanlagen mit Skulpturen | Eingangspfeiler |                              |
| 09046355           | Olympischer Platz 1–8 Am Glockenturm Brombeerweg 40–40E Coubertinplatz Friedrich-Friesen-Allee Passenheimer Straße 24, 30 Rominter Allee 1/5 Rossitter Weg Sportforumstraße Stadionallee Südtorweg Trakehner Allee (Lage) | Olympiagelände, Sport-, Grün- und Gartenanlagen mit Skulpturen | Falkner |                              |
| 09046355           | Olympischer Platz 1–8 Am Glockenturm Brombeerweg 40–40E Coubertinplatz Friedrich-Friesen-Allee Passenheimer Straße 24, 30 Rominter Allee 1/5 Rossitter Weg Sportforumstraße Stadionallee Südtorweg Trakehner Allee (Lage) | Olympiagelände, Sport-, Grün- und Gartenanlagen mit Skulpturen | Boxer |                              |
| 09046355           | Olympischer Platz 1–8 Am Glockenturm Brombeerweg 40–40E Coubertinplatz Friedrich-Friesen-Allee Passenheimer Straße 24, 30 Rominter Allee 1/5 Rossitter Weg Sportforumstraße Stadionallee Südtorweg Trakehner Allee (Lage) | Olympiagelände, Sport-, Grün- und Gartenanlagen mit Skulpturen | Rosseführer |                              |
| 09046355           | Olympischer Platz 1–8 Am Glockenturm Brombeerweg 40–40E Coubertinplatz Friedrich-Friesen-Allee Passenheimer Straße 24, 30 Rominter Allee 1/5 Rossitter Weg Sportforumstraße Stadionallee Südtorweg Trakehner Allee (Lage) | Olympiagelände, Sport-, Grün- und Gartenanlagen mit Skulpturen | Siegesgöttin, Deutsche Nike, 1936 von Willy Meller |                              |
| 09046355           | Olympischer Platz 1–8 Am Glockenturm Brombeerweg 40–40E Coubertinplatz Friedrich-Friesen-Allee Passenheimer Straße 24, 30 Rominter Allee 1/5 Rossitter Weg Sportforumstraße Stadionallee Südtorweg Trakehner Allee (Lage) | Olympiagelände, Sport-, Grün- und Gartenanlagen mit Skulpturen | Kameraden |                              |
| 09046355           | Olympischer Platz 1–8 Am Glockenturm Brombeerweg 40–40E Coubertinplatz Friedrich-Friesen-Allee Passenheimer Straße 24, 30 Rominter Allee 1/5 Rossitter Weg Sportforumstraße Stadionallee Südtorweg Trakehner Allee (Lage) | Olympiagelände, Sport-, Grün- und Gartenanlagen mit Skulpturen | Staffelläufer |                              |
| 09046355           | Olympischer Platz 1–8 Am Glockenturm Brombeerweg 40–40E Coubertinplatz Friedrich-Friesen-Allee Passenheimer Straße 24, 30 Rominter Allee 1/5 Rossitter Weg Sportforumstraße Stadionallee Südtorweg Trakehner Allee (Lage) | Olympiagelände, Sport-, Grün- und Gartenanlagen mit Skulpturen | Diskuswerfer, Karl Albiker |                              |
| 09046355           | Olympischer Platz 1–8 Am Glockenturm Brombeerweg 40–40E Coubertinplatz Friedrich-Friesen-Allee Passenheimer Straße 24, 30 Rominter Allee 1/5 Rossitter Weg Sportforumstraße Stadionallee Südtorweg Trakehner Allee (Lage) | Olympiagelände, Sport-, Grün- und Gartenanlagen mit Skulpturen | 18 Siegerstelen |                              |
| 09046355           | Olympischer Platz 1–8 Am Glockenturm Brombeerweg 40–40E Coubertinplatz Friedrich-Friesen-Allee Passenheimer Straße 24, 30 Rominter Allee 1/5 Rossitter Weg Sportforumstraße Stadionallee Südtorweg Trakehner Allee (Lage) | Olympiagelände, Sport-, Grün- und Gartenanlagen mit Skulpturen | Eine Frage, 1901, Reinhold Boeltzig |                              |
| 09046355           | Olympischer Platz 1–8 Am Glockenturm Brombeerweg 40–40E Coubertinplatz Friedrich-Friesen-Allee Passenheimer Straße 24, 30 Rominter Allee 1/5 Rossitter Weg Sportforumstraße Stadionallee Südtorweg Trakehner Allee (Lage) | Olympiagelände, Sport-, Grün- und Gartenanlagen mit Skulpturen | Diskuswerfer, 1927 von Wolfgang Schaper |                              |
| 09046355           | Olympischer Platz 1–8 Am Glockenturm Brombeerweg 40–40E Coubertinplatz Friedrich-Friesen-Allee Passenheimer Straße 24, 30 Rominter Allee 1/5 Rossitter Weg Sportforumstraße Stadionallee Südtorweg Trakehner Allee (Lage) | Olympiagelände, Sport-, Grün- und Gartenanlagen mit Skulpturen | Athlet mit Schabeisen |                              |
| 09046355           | Olympischer Platz 1–8 Am Glockenturm Brombeerweg 40–40E Coubertinplatz Friedrich-Friesen-Allee Passenheimer Straße 24, 30 Rominter Allee 1/5 Rossitter Weg Sportforumstraße Stadionallee Südtorweg Trakehner Allee (Lage) | Olympiagelände, Sport-, Grün- und Gartenanlagen mit Skulpturen | Faustkämpfer |                              |
| 09046356           | Preußenallee 24 Hessenallee (Lage) | Villengarten                                                   | 1924–1925 von Ludwig Späth |                              |
| 09046357           | Raußendorffplatz (Lage) | Stadtplatz                                                     | 1925 von Erwin Barth (siehe auch Baudenkmal Preußenallee) |                              |
| 09020079 (12/2019) | Reichsstraße (Lage) | Promenade                                                      | ca. 1906 |                              |
| 09046363           | Spandauer Damm 116, 130 (Lage) | Krankenhausgarten des Krankenhauses Westend                    | 1913 von Erwin Barth, um 1985 wiederhergestellt (siehe auch Gesamtanlage Spandauer Damm 130) |                              |
| 09046364           | Spandauer Damm 218/220 Ruhwaldweg Spreetalallee 3A-B (Lage) | Ruhwaldpark                                                    | 1867–1868 von Carl Schwatlo und J. A. Duckstein, 1936–1942 Umgestaltung von Josef Pertl und Lehner, 1950–1951 wiederhergestellt (siehe auch Gesamtanlage Spandauer Damm 218/220) |                              |
| 09046364           | Spandauer Damm 218/220 Ruhwaldweg Spreetalallee 3A-B (Lage) | Ruhwaldpark                                                    | Bronzeskulpturen: „Adler“ von Fritz Behn |                              |
| 09046364           | Spandauer Damm 218/220 Ruhwaldweg Spreetalallee 3A-B (Lage) | Ruhwaldpark                                                    | „Pelikane mit Kind“, 1927 von W. Menzner |                              |
| 09046364           | Spandauer Damm 218/220 Ruhwaldweg Spreetalallee 3A-B (Lage) | Ruhwaldpark                                                    | Pelikangruppe von Edmund Otto Eichwald | Pelikangruppe im Ruhwaldpark |
| 09095217 (03/2025) | Tannenbergallee 35 (Lage) | Hausgarten Schmitt-von Winterfeld                              | 1961 von Walter Rossow (siehe auch Baudenkmal Tannenbergallee 35) |                              |
| 09046366           | Trakehner Allee 1 (Lage) | Friedhof Heerstraße                                            | angelegt 1921–1924 von Erwin Barth, Erweiterungen 1937–1939 von Erich Groß und 1945–1947; Umgestaltung 1935–1936 von Heinrich Friedrich Wiepking-Jürgensmann; mit Einfriedung (siehe auch Gesamtanlage Trakehner Allee 1)                                                                        |                              |

## Ehemalige Denkmale
| Nr.       | Lage                                                                                                  | Offizielle Bezeichnung                               | Beschreibung | Bild |
| --------- | --- | ---------------------------------------------------- | --- | ---- |
| 09040457  | (Lage)                                                                                                | Vorortbahn nach Spandau                              | mit Bahnhöfen und Brückenbauten, zwischen Heerstraße und Bezirksgrenze am Elsgrabenweg (Spandau) (siehe auch Baudenkmale S-Bahnhof Olympiastadion und S-Bahnhof Messe Süd) |      |
| unbekannt | Am Vogelherd 2–20 Lärchenweg 22–28 Waldschulallee 7–17 Zikadenweg 57–71, 60–86 (Lage)                 | Wohnhäuser (GEHAG)                                   | 1925–1927 von Bruno Taut und Martin Wagner; nach 2001 Denkmalstatus aberkannt |      |
| unbekannt | Am Vogelherd 36–50 Lärchenweg 25–31 Maikäferpfad 24/26 Zikadenweg 37–55, 44–58 (Lage)                 | Wohnhäuser (Dewog)                                   | 1927–1928 von Max Taut und Franz Hoffmann; nach 2001 Denkmalstatus aberkannt |      |
| unbekannt | Eichkatzweg 19–25 Maikäferpfad 18–21 (Lage)                                                           | Wohnhäuser                                           | 1919–1923 von Max Taut und Franz Hoffmann; nach 2001 Denkmalstatus aberkannt |      |
| unbekannt | Falterweg 1–37, 22/24, 34–38 Dauerwaldweg 2–4 Eichkampstraße 140/142, 148/150 Im Hornisgrund 1 (Lage) | Siedlung Eichkamp, 8. Bauabschnitt, Doppelwohnhäuser | 1927–1930 von Curt Gorgas; nach 2001 Denkmalstatus aberkannt |      |
| 09040494  | Gotha-Allee 24–49, 51/59 Koburgallee 3 Reichsstraße 43–44 Spandauer Damm 217, 233/261 (Lage)          | Wohnstadt am Ruhwaldpark, Wohnanlage                 | Zeilenbauten, 1954–1955 und 1957–1958 von Klaus H. Ernst und Werner Weber, 06/2022 Denkmalstatus aberkannt |      |
| 09040494  | Gotha-Allee 24–49, 51/59 Koburgallee 3 Reichsstraße 43–44 Spandauer Damm 217, 233/261 (Lage)          | Wohnstadt am Ruhwaldpark, Wohnanlage                 | Appartementhaus |      |
| 09040494  | Gotha-Allee 24–49, 51/59 Koburgallee 3 Reichsstraße 43–44 Spandauer Damm 217, 233/261 (Lage)          | Wohnstadt am Ruhwaldpark, Wohnanlage                 | Wohnhochhäuser |      |
| 09040494  | Gotha-Allee 24–49, 51/59 Koburgallee 3 Reichsstraße 43–44 Spandauer Damm 217, 233/261 (Lage)          | Wohnstadt am Ruhwaldpark, Wohnanlage                 | Ladenzeile |      |
| 09096352  | Messedamm 26 (Lage)                                                                                   | Deutschlandhalle, Mehrzweckbau                       | Die Deutschlandhalle war eine der weltweit ältesten Veranstaltungsarenen dieser Dimension. Sie wurde anlässlich der Olympischen Sommerspiele 1936 als damals „größte Mehrzweckhalle der Welt“ in Berlin nach Entwürfen der Architekten Franz Ohrtmann und Fritz Wiemer in nur neunmonatiger Bauzeit errichtet und am 29. November 1935 im Beisein von Adolf Hitler eingeweiht. Fassade von Fritzsche und Löhbach; 1956–1957 Wiederaufbau von Paul Schwebes; Sprengung und Abriss ab Dezember 2011 |      |
| unbekannt | Sonnenhof 1, 3–10 (ohne 7a) (Lage)                                                                    | Wohnhäuser                                           | 1924–1926 von Otto Pflug; nach 2001 Denkmalstatus aberkannt |      |
| unbekannt | Zikadenweg 15, 17–22, 24–28 Kiefernweg 24 (Lage)                                                      | Wohnhäuser                                           | 1926–1927 von Otto Pflug; nach 2001 Denkmalstatus aberkannt |      |
| unbekannt | Zikadenweg 29–35, 36–42 (Lage)                                                                        | Wohnhäuser der Baugenossenschaft Grunewald           | 1926 von Carl Volkmann; nach 2001 Denkmalstatus aberkannt |      |